# Zoetermeer
Zoetermeer (uitspraakⓘ) is een stad en gemeente in de Nederlandse provincie Zuid-Holland, in de Randstad én in het Groene Hart. Zij ontleent haar naam aan de rivier Zoete, waarschijnlijk zo genoemd naar zijn zoete water, en meer, water. De gemeente Zoetermeer maakt deel uit van de Metropoolregio Rotterdam Den Haag, en telt 128.434 inwoners (22 november 2024, bron: CBS) op een grondgebied van 37,06 km².
In 1962 werd Zoetermeer aangewezen als groeikern voor Den Haag. In korte tijd is het dorp Zoetermeer in inwoneraantal uitgegroeid tot de derde gemeente van de provincie Zuid-Holland. In de volksmond wordt Zoetermeer ook wel 'Sweet Lake City' genoemd, een vrije vertaling van de gemeentenaam.

## Geschiedenis

### Van veenontginning tot boterdorp

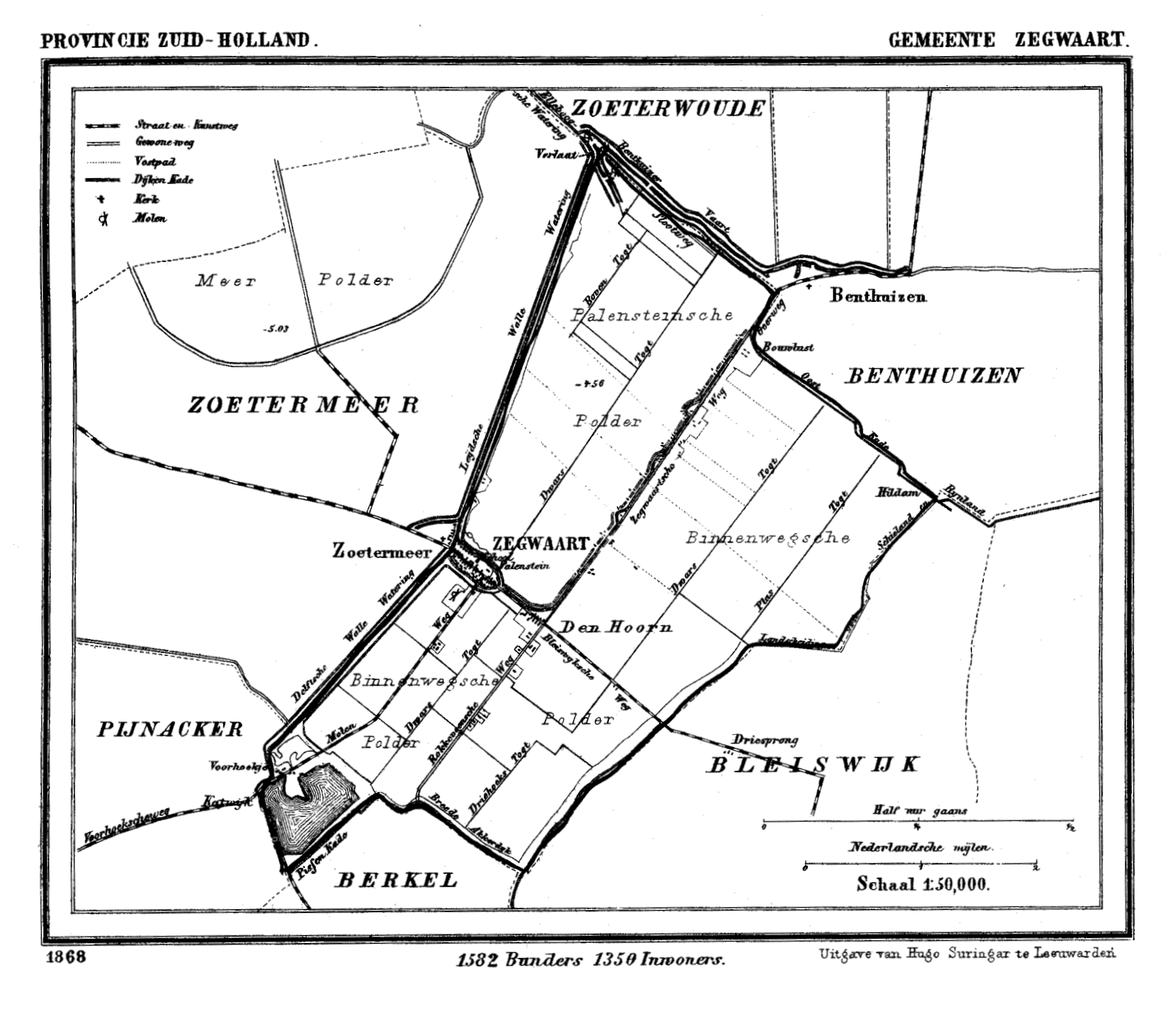
Zegwaart anno 1868

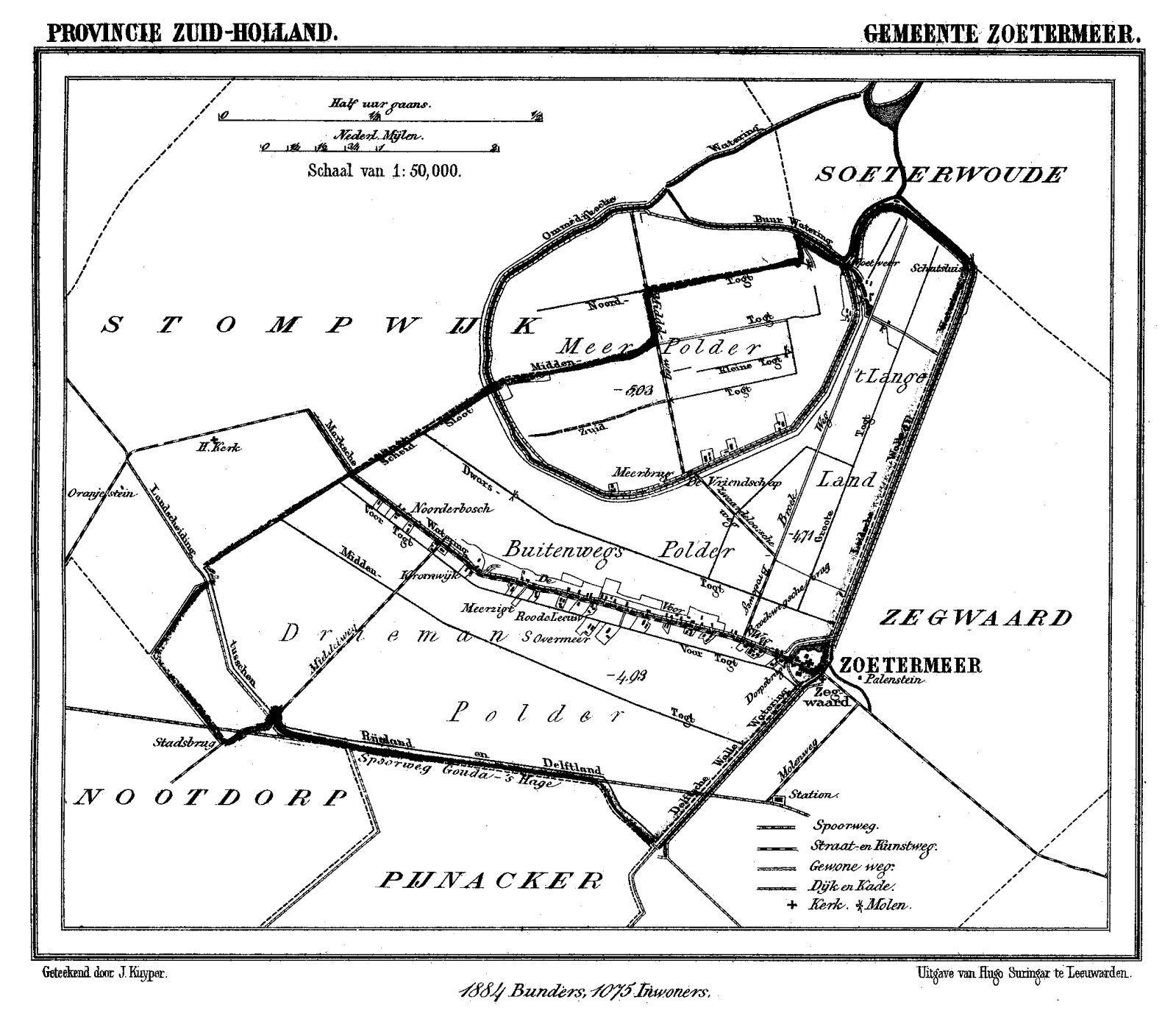
Zoetermeer anno 1868

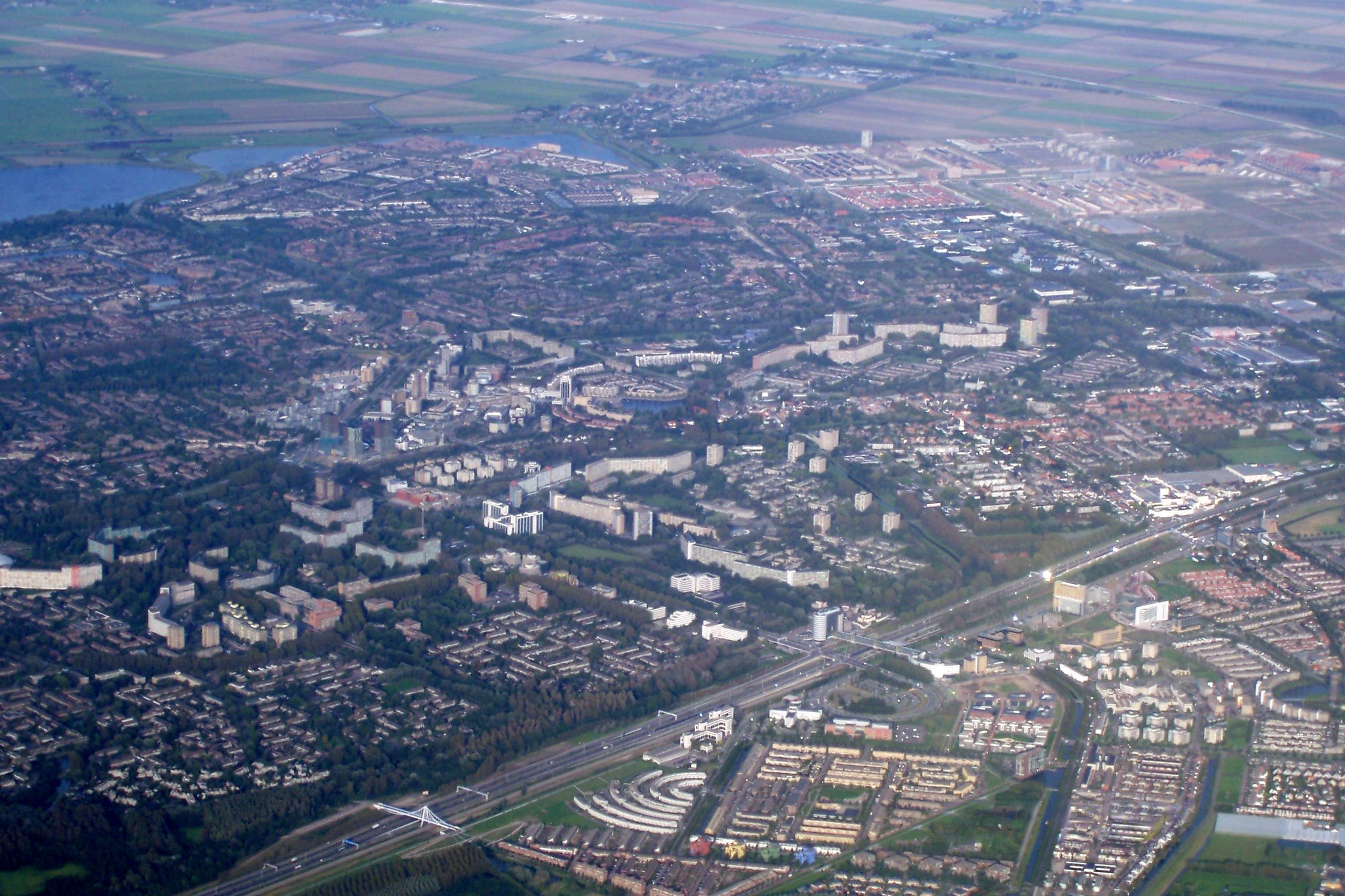
Zoetermeer gezien vanuit de lucht

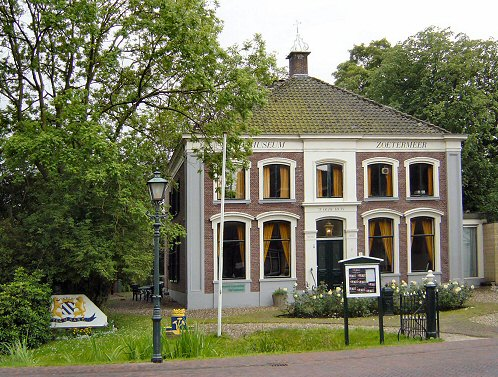
Stadsmuseum Zoetermeer

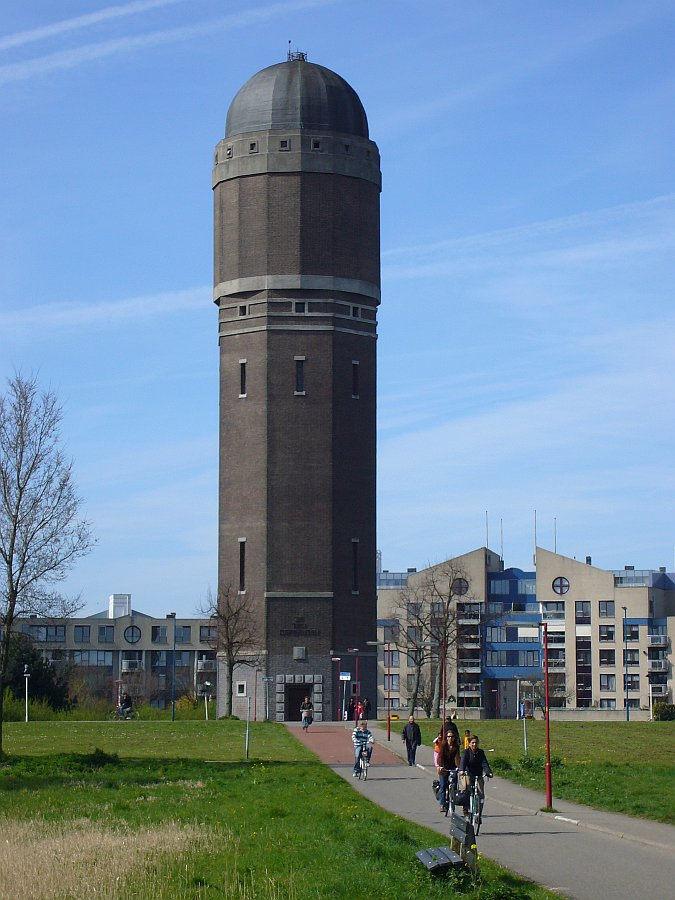
Watertoren De Tien Gemeenten

Uit opgravingen van de Archeologische Werkgroep Zoetermeer blijkt dat in de 13e eeuw al sprake was van bewoning aan de Dorpsstraat in Zoetermeer. De vondst van een stuk hout in een daliegat nabij het woonhart bleek na onderzoek ongeveer 1000 jaar oud te zijn. Hoewel er bij de opgraving geen sporen van bewoning werden gevonden, heeft de gemeente de vondst gebruikt voor een publiciteitscampagne, Zoetermeer 1000 jaar, om de stad op de kaart te zetten.
De bewoning van Zoetermeer is waarschijnlijk ongeveer 1000 jaar geleden ontstaan aan de rand van de veenontginning in de buurt van het in de 17e eeuw drooggemalen Soetermeerse meer. Het veen werd afgestoken en zelfs onder water uitgebaggerd en als turf in omliggende steden als brandstof verkocht. Als gevolg van de veenontginning ontstonden grote waterpartijen. Vanaf de 17e eeuw zijn eerst het Soetermeerse meer (1616) en vervolgens de overige waterpartijen ingepolderd en verkaveld. De polder waar de huidige wijken Buytenwegh en De Leyens zich bevinden, werd in 1770 opnieuw drooggelegd.
In de Middeleeuwen treffen we bewoning aan in het "Lange Land" aan de "Groenwegh", gelegen tussen de Broekwegwetering en de Wallewetering. In de 13e eeuw begon de uitbreiding van de bewoning zich te concentreren op de huidige locatie van de Dorpsstraat. Door het afsteken van veen en door het inklinken van de drooggelegde grond waren grote delen van Zoetermeer onder de zeespiegel komen te liggen. Straten zoals de Dorpsstraat liggen hoger omdat het oorspronkelijke veen daar nooit is afgestoken. De Buurtvaart die de Dorpsstraat omsluit wordt in stand gehouden om het grondwater van de oude dorpskern op peil te houden zodat de houten palen van de funderingen niet gaan rotten en het veen niet gaat inklinken.
Het gebied van de huidige gemeente Zoetermeer bedding van de dertiende eeuw tot de Franse tijd uit de twee ambachtsheerlijkheden Zoetermeer en Zegwaart. De begrenzing die deze twee oude ambachtsheerlijkheden rond het midden van de achttiende eeuw hadden, is nu nog voor een groot deel intact. Deze volgt veelal oude poldergrenzen, herkenbaar aan kaden en waterlopen. De Leidsewallenwetering in het noorden en de Delftsewallenwetering in het zuiden vormden een belangrijke vaarroute tussen Leiden en Delft en vormden in het midden de scheiding tussen het katholieke Zoetermeer aan de westzijde van de Dorpsstraat en het overwegend hervormde Zegwaart aan de oostzijde. De gemeenschappelijke Dorpsstraat was de verbinding van Den Haag naar Gouda met herbergen om de reizende handelaren onderdak te bieden. Zoetermeer en de verbindingen over water hebben een belangrijke rol gespeeld bij de Slag bij Zoetermeer (Leidens ontzet).
De aansluiting van Zoetermeer op het spoorwegnet in 1868 kondigde het begin aan van de groei van Zoetermeer en Zegwaart. De Molenweg werd tot Stationsstraat omgedoopt toen het station 'Soetermeer-Zegwaart' in gebruik werd genomen. In de omgeving van het dorp werd door veel boeren boter geproduceerd, waardoor Zoetermeer wel het Boterdorp genoemd werd. Bekendheid kreeg Zoetermeer onder meer door Adriaan van Well die als kruidenier in 1932 De Spar begon. De arbeiderszoon Bernardus Brinkers stichtte aan het einde van de negentiende eeuw een margarinefabriek (Brinkers) in Zoetermeer, die in een eeuw uitgroeide tot een vettenfabrikant van Europees formaat. Martin van der Hagen stichtte in 1896 een stoomzuivelfabriek die vijf jaar later de naam kreeg waaronder hij nog steeds wereldbekendheid geniet: Nutricia. Zoetermeer kreeg in de jaren 1930 naam als boterdorp met 50 boter- en margarineboeren waarvan de firma Van der Spek om zijn "Zoetermeerse Roem" bekendheid kreeg.

### Van dorp tot stad
De huidige gemeente Zoetermeer is ontstaan uit de samenvoeging van de gemeenten Zegwaart (kadastraal Zegwaard) en Zoetermeer op 1 mei 1935.
Aan het eind van de jaren vijftig heerste er in Nederland zeer ernstige woningnood. Het argument dat pas getrouwden moesten intrekken bij een van de ouders, wat leidde tot grote sociale spanningen, was in die tijd een van de aanleidingen om de Commissie Westen des Lands in te stellen. Het gemeentebestuur Zoetermeer was fel tegenstander van de satellietstad Wilsveen, die de commissie voorstelde. Volgens de toen bekende gegevens zou de uitbreiding van Zoetermeer alleen mogelijk zijn in de richting van Wilsveen waardoor er slechts luttele honderden meters tussen beide stadskernen zou overblijven. Met name de val van het vierde kabinet Drees op 12 december 1958 (waarmee ook aan het "Drees-bewind" een einde kwam) veroorzaakte grote vertraging. Pas in november 1962, gaf het Zoetermeerse gemeentebestuur een team van stedenbouwkundige ingenieurs opdracht om plannen te ontwikkelen voor de stedenbouwkundige ontwikkeling van het Dorp Zoetermeer tot een stad van ongeveer 100.000 inwoners.
Om aan de grote behoefte aan huisvesting te kunnen voldoen, werd in 1962 besloten Zoetermeer aan te wijzen als groeikern. De nieuwe stad zou ruim van opzet zijn met veel groen. Een voor Nederland uniek openbaarvervoersysteem, de Zoetermeer Stadslijn, verbond in een stedelijke ringspoorlijn de verschillende buurten met 12 stations verspreid over de stad. Rondom elk station vinden we ook nu nog de wijkvoorzieningen en wijkwinkelcentra waardoor elke wijk grotendeels zelfvoorzienend is. De Zoetermeer Stadslijn is in 2006-2007 in het kader van het lightrailproject RandstadRail omgebouwd tot sneltramlijn.
Om meer werkgelegenheid te creëren werd in 1984 het ministerie van Onderwijs en Wetenschappen, voorloper van het ministerie van Onderwijs, Cultuur en Wetenschap, verplaatst van Den Haag naar Zoetermeer. Het gebouw langs de Europaweg was jarenlang het grootste gebouw qua vloeroppervlakte van Europa en bood onderdak aan 15.000 werkplekken. Het ministerie is weer terug naar Den Haag en het gebouw wordt nu gebruikt door de AIVD met 1200 werkplekken.
Ook nu nog werken veel inwoners in Den Haag, maar met nieuwe werkgelegenheid binnen de grenzen van de gemeente wil Zoetermeer af van het imago van slaapstad met alleen forensen en zich onder meer als centrum van ICT op de kaart zetten.
Na 1962 groeide Zoetermeer stormachtig van een gemeente met een dorps karakter van minder dan 10.000 tot een stad met in 1991 al meer dan 100.000 inwoners. De traditionele agrarische economie verdween en het dialect stierf nagenoeg uit.

#### Palenstein (1965), Driemanspolder (1966), en Meerzicht (1969)
In de eerste nieuwbouwwijken Driemanspolder, Palenstein en Meerzicht verrezen veel galerijflats. Deze ruime en relatief goedkope flats, omgeven door groenvoorzieningen, moesten vooral jonge gezinnen naar deze groeistad trekken. In de andere wijken treft men vooral laagbouw eengezinswoningen met een eigen tuin aan.

#### Buytenwegh de Leyens (1974), Seghwaert (1976), Noordhove (1985)
De behoefte naar nieuwe woningen bleef groot. Vooral laagbouw- en eengezinswoningen bleken populair. In hoog tempo werden de wijken Seghwaert en Buytenwegh de Leyens gerealiseerd. Deze twee wijken kenmerken zich door het vele groen, De Leyens door het groen en het vele water waaronder de Broekwegwetering. Hoogbouw is in deze wijken vrijwel niet te vinden. In 1985 wordt de eerste paal geslagen voor de nieuwe wijk Noordhove, een laagbouwwijk grenzend aan de Zoetermeerse Plas.

#### Stadscentrum (1981)
In 1981 wordt begonnen met de bouw van het stadshart, dat het nieuwe winkelcentrum van de stad moest worden. Het krijgt een unieke opzet: magazijnen, parkeren en een station op de begane grond, de winkelstraat op de eerste verdieping en boven de winkels woningen en kantoren. Zo moest een compacte en verkeersvrije winkelstraat ontstaan, die toch goed bereikbaar was per auto en openbaar vervoer. De woningen moeten ervoor zorgen dat het centrum ook na winkelsluitingstijd levendig blijft.
Het Stadshart is in fases gebouwd. In fase 1 Westwaarts, in fase 2 Promenade, in fase 3 Passage, Noordwaarts, Zuidwaarts en Oostwaarts en in fase 4 Warande. In 2006 is de nieuwe uitbreiding van het Stadshart gereed gekomen, Spazio Shopping Space, en eind 2007 startte de 6e en laatste uitbreiding, Cadenza.

#### Rokkeveen (1987)
Als de voltooiing van de eerste fase van Noordhove nadert, start aan de zuidzijde van de A12 de bouw van Zoetermeers wijk: Rokkeveen. In 1992 vindt hier de land- en tuinbouwtentoonstelling Floriade plaats. De parken en het Balijbos in het westelijke deel van Rokkeveen zijn hier overblijfselen van.
In 2000 wordt besloten Noordhove verder uit te breiden in de richting van Benthuizen. Noordhove fase twee is veel gevarieerder qua opzet in vergelijking met de monotone bebouwing van Noordhove fase één. Er is veel ruimte voor koopwoningen in het duurdere segment en de uitgifte van vrije kavels.

#### Oosterheem (2000)
Nagenoeg tegelijk met Noordhove II startte ook de bouw van Oosterheem. De bouw zou in het najaar 1999 officieel van start gaan. Omdat er geen milieueffectrapport was opgesteld werden alle afgegeven bouwvergunningen op last van de rechter geschorst en werden de bouwwerkzaamheden pas in december 2000 hervat.
Midden door de wijk loopt een hogedruk-CO2-leiding van OCAP, deels op een diepte van 1,5 meter. Naar de mogelijke gevolgen van een calamiteit zijn door TNO en het RIVM onderzoeken ingesteld. De conclusies van dat rapport werden echter niet overgenomen en de bouw werd oorspronkelijk zonder aanpassingen voortgezet. Pas bij het voorontwerp Verlengde Oosterheemlijn is bij station Lansingerland-Zoetermeer de leiding alleen daar ter plaatse op een diepte van 32 meter nieuw aangelegd.
Als deze wijk af is, zal het met 30.000 inwoners en 8.500 woningen de grootste wijk van Zoetermeer zijn. De wijk heeft ook een eigen aansluiting met 3 stations gekregen op de RandstadRail.

### Inbreiden
Zoetermeer stad bereikt met de bouw van Oosterheem ook in het noordoosten haar gemeentegrenzen. De polders in het noorden behoren tot het Groene Hart en mogen niet bebouwd worden. Een verdere uitbreiding van het bouwvolume en aantal woningen kan alleen worden gerealiseerd door binnenstedelijke verdichting.
De herontwikkeling van de oude stadswijken is de grootste uitdaging. Palenstein (1965) is de eerste wijk die opnieuw wordt ingericht. Hoogbouw maakt deels plaats voor laagbouw en er wordt gezocht naar een betere balans tussen het aantal sociale huurwoningen en duurdere vrijesectorwoningen. Voor de gemeente is het ook een probleem dat de jongeren die rond 1970 massaal naar Zoetermeer verhuisden inmiddels tegen hun pensioen aan zitten, en hun kinderen het huis uit zijn. Hierdoor daalt het aantal inwoners in de wijken uit die tijd - waardoor de gemeente minder inkomsten krijgt. De gemeente probeert dat onder andere op te vangen door "inbreiden", dat wil zeggen het bebouwen van vrije ruimte of verdichten van locaties waar gebouwen leegstaan of niet langer voldoen, met woningen die hopelijk nieuwe "starters" aantrekken.
Met de wens van inbreiden en het aantrekken van starters is in 2015 het plan van de nieuwe wijk 'Entree' gepresenteerd. De wijk betreft het stationsgebied en de driemanspolder. Deze wijk zou zich moeten presenteren als een groene stadswijk waar ruimte gemaakt wordt voor 7.000 nieuwe woningen. Ook zal bij het ontwikkelen van deze nieuwe wijk gekeken worden naar het vernieuwen van Station Zoetermeer.
Zoetermeer zou graag ten oosten van Rokkeveen nog een nieuwe woonwijk op het grondgebied van Bleiswijk willen bouwen. Er is in de plannen voor de Zuidplaspolder rekening gehouden met een verdere groei van Zoetermeer naar het oosten. Deze plannen zijn ambitieus en vergen grote inspanning en investeringen. Vooral de gemeente Lansingerland heeft bezwaren tegen de uitbreidingsplannen van Zoetermeer en wil in het gebied kassen bouwen. Toch werd in 2024 bekend dat deze nieuwe wijk er toch gaat komen onder de naam Bleizo West.
Ook zullen er veranderingen plaatsvinden in het Van Tuyllpark. Zo sloten in de periode 2010-2020 zowel het Keerpunt (zwembad) en Dutch Water Dreams, daarnaast brandde ook club Magnum af in 2021. Hierdoor kwamen er nieuwe plannen om een invulling te geven aan deze leegstaande kavels. Zo werd er als eerst een nieuw zwembad, genaamd De Watergeus, geopend in 2024. Daarnaast wordt er ook een wellnesscentrum gerealiseerd op het oude perk van het keerpunt, genaamd Sweet Lake Wellness. In het oude pand van Dutch Water Dreams zullen zich onder andere horecagelegenheden en Greg&Baud (theatervereniging) zich vestigen.
Zoetermeer is in een kleine 40 jaar uitgegroeid tot een volwassen stad met 128.434 inwoners (per 22 november 2024). Toch bleek er voor het Stadsmuseum, later De Voorde geheten, in de jaren 2018-2023 onvoldoende draagvlak te bestaan. De gemeenteraad besloot daarom de subsidie over te hevelen naar het Nationaal Videogame Museum.

In 2025 werden enkele wijken opgesplitst. Zoetermeer telt vanaf dat moment 146 buurten, verdeeld over 12 woonwijken, enkele bedrijventerreinen, het buitengebied en de A12-zone.

## Topografie
Topografisch kaartbeeld van de gemeente Zoetermeer, per september 2022. Klik op de kaart voor een vergroting.

### Wijken
- Stadscentrum Wijk 11
- Dorp Wijk 12
- Driemanspolder Wijk 13
- Meerzicht Wijk 15 en 16
- Buytenwegh Wijk 17 en 26
- De Leyens Wijk 25 en 26
- Rokkeveen Wijk 18 en 19
- Palenstein Wijk 22
- Seghwaert Wijk 23, 24 en 27
- Noordhove Wijk 28
- Oosterheem Wijk 21 en 29

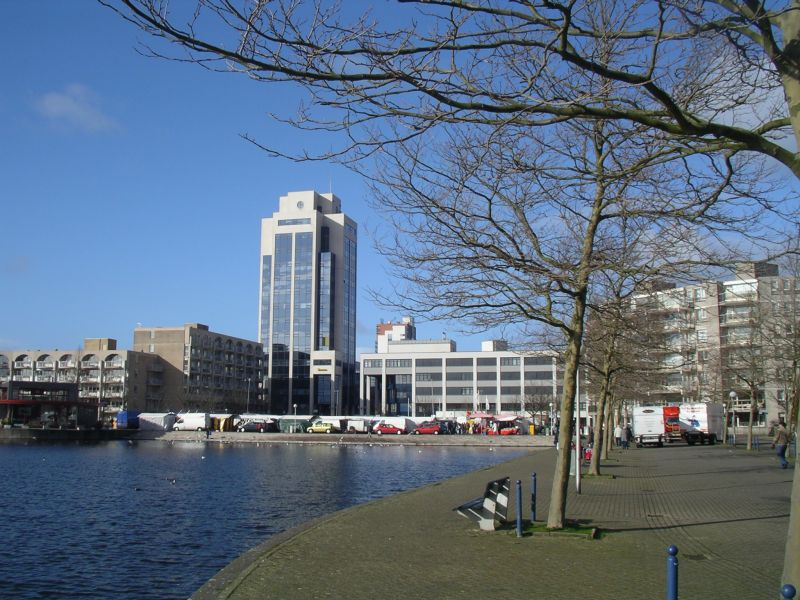
Dobbeplas, Markt en Stadshart

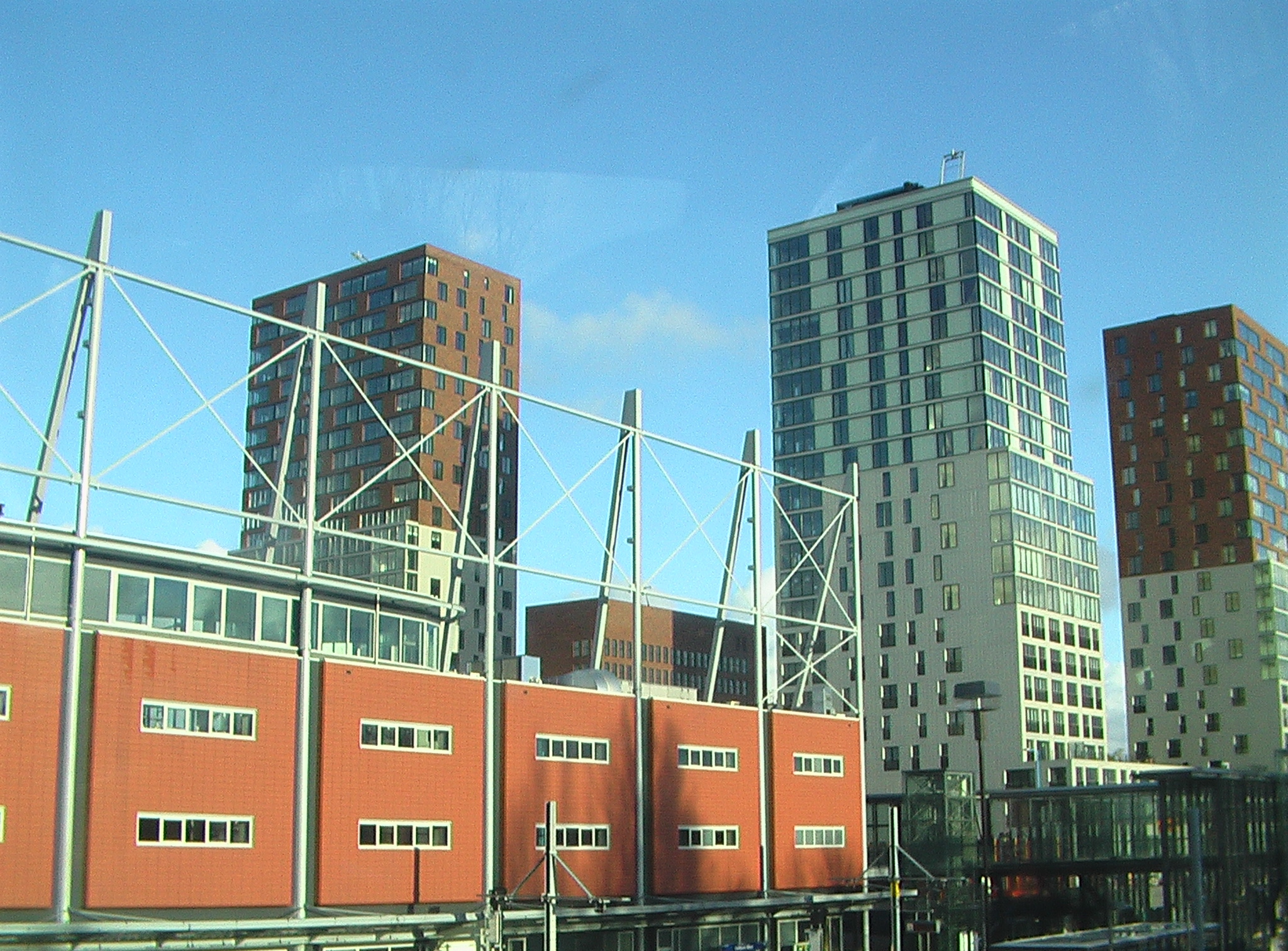
Winkelcentrum Spazio

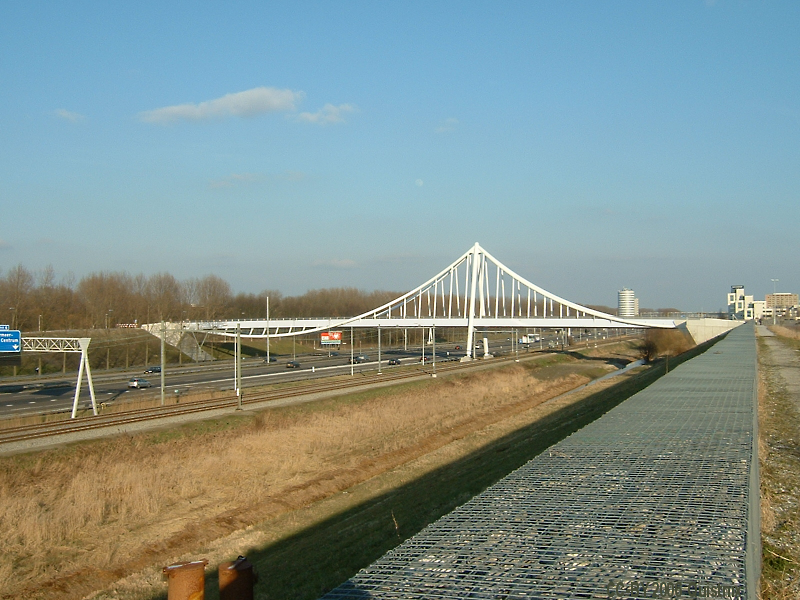
Balijbrug

Naast de woonwijken is Zoetermeer omringd door verschillende industriegebieden:
- Industrie- en buitengebied
  - Hoornerhage
  - Zoeterhage
  - Brinkhage/ Dutch Innovation Park
  - Rokkehage
  - Lansinghage
  - Nutrihage
  - Oosterhage[15]

De gemeente wil het voormalig bedrijventerrein Dwarstocht transformeren naar een woonwijk.
De formele wijk Centrum werd in 2025 opgesplitst in de wijken Stadscentrum, Dorp, Driemanspolder en Palenstein. De wijk Buytenwegh De Leyens splitste in de wijk Buytenwegh en de wijk De Leyens. 
De wijken hebben een wijknummer dat overeenkomt met de laatste twee cijfers van de postcode. Bij de naamgeving van de straten in de wijk wordt getracht, ook in de ligging ten opzichte van elkaar, een alfabetische volgorde te handhaven.

## Waterstaat
Waterstaatkundig ligt Zoetermeer in drie Hoogheemraadschappen, namelijk Delfland, Rijnland en Schieland (en Krimpenerwaard). Zoetermeer vormt zo het "drielandenpunt" tussen deze drie waterschappen. Het feitelijke drielandenpunt, ook wel bekend als de "Driesprong" is in het verleden nogal eens gewijzigd. Dit punt ligt vlak langs de A12 bij het Balijbos. Aan de Reginagang in de wijk Rokkeveen is een oude grenspaal te zien die op de zijkanten de namen van de Hoogheemraadschappen aangeeft.

## Politiek

### Gemeenteraad

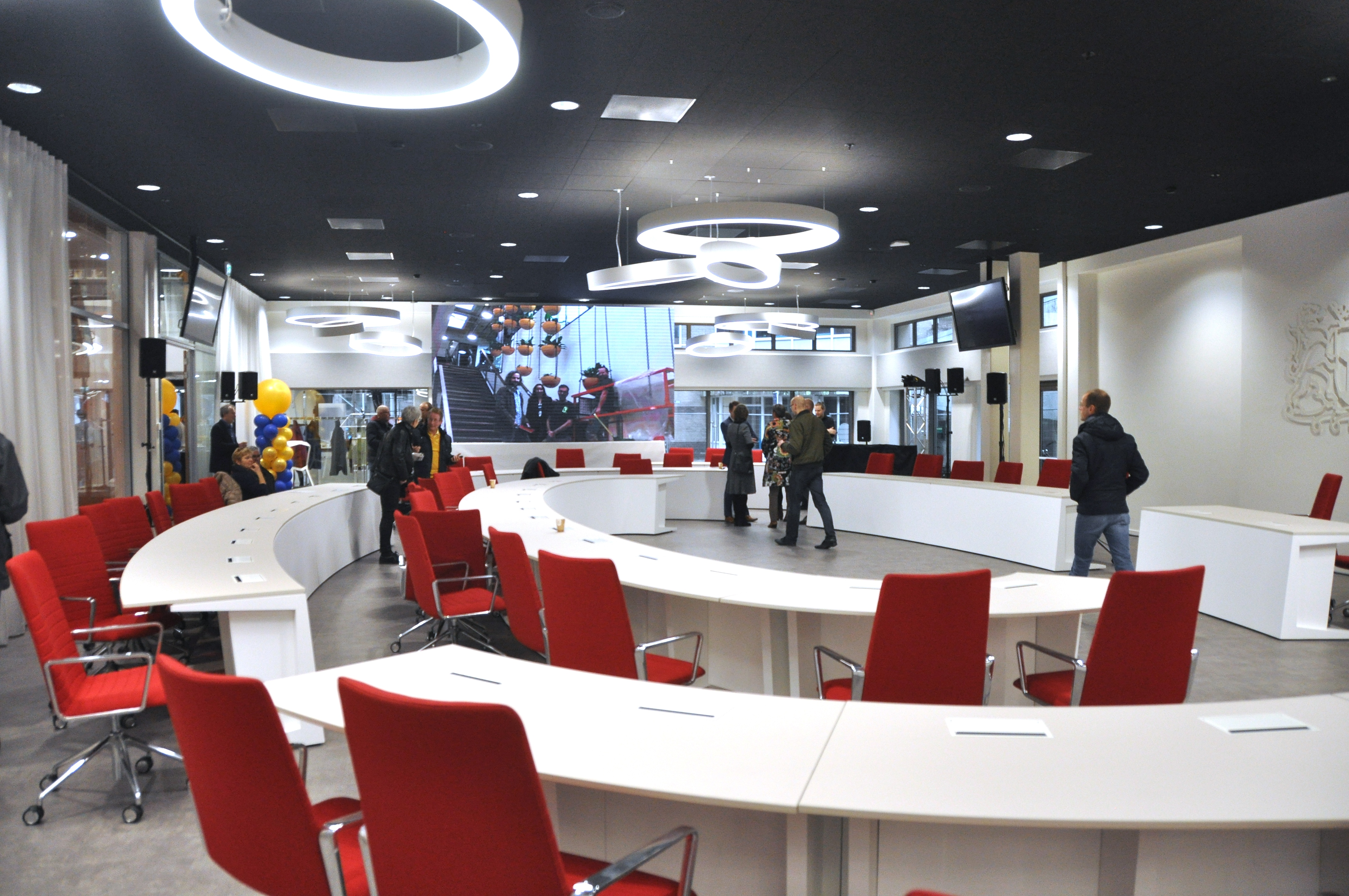
De raad vergadert sinds 2018 in een verbouwd stadhuis

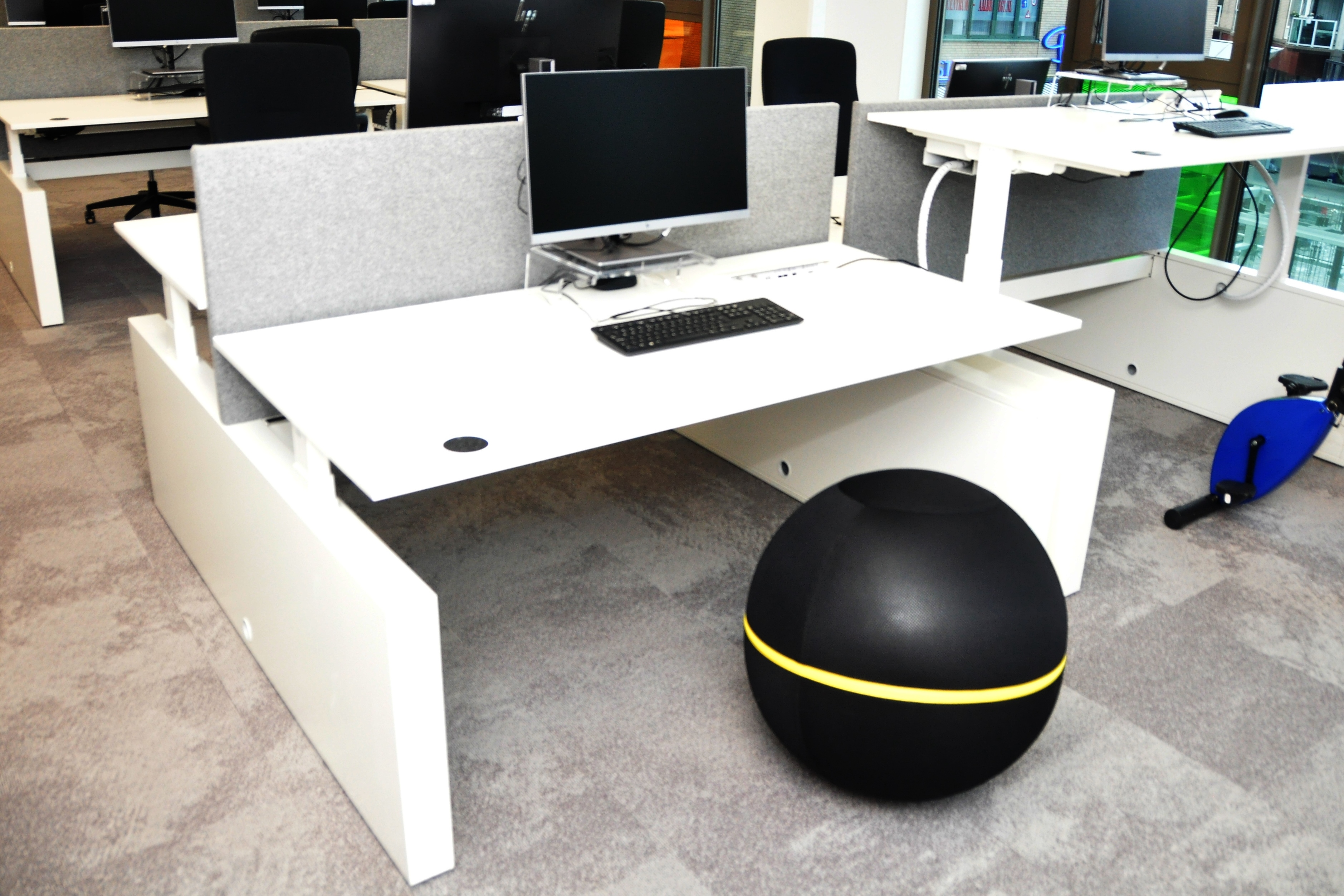
De ambtenaren kunnen ook weer met hun tijd mee

De gemeenteraad van Zoetermeer bestaat uit 39 zetels. Hieronder de behaalde zetels per partij bij de gemeenteraadsverkiezingen sinds 1994:
| Gemeenteraadszetels               | Gemeenteraadszetels | Gemeenteraadszetels | Gemeenteraadszetels | Gemeenteraadszetels | Gemeenteraadszetels | Gemeenteraadszetels | Gemeenteraadszetels | Gemeenteraadszetels |
| Partij                            | 1994                | 1998                | 2002                | 2006                | 2010                | 2014                | 2018                | 2022                |
| --------------------------------- | ------------------- | ------------------- | ------------------- | ------------------- | ------------------- | ------------------- | ------------------- | ------------------- |
| VVD                               | 9                   | 11                  | 9                   | 7                   | 9                   | 6                   | 7                   | 5                   |
| Lijst Hilbrand Nawijn             | -                   | -                   | -                   | 5                   | 5                   | 6                   | 5                   | 5                   |
| GroenLinks                        | 2                   | 2                   | 2                   | 1                   | 2                   | 2                   | 5                   | 4                   |
| Partij Democratie voor Zoetermeer | -                   | -                   | -                   | -                   | -                   | -                   | 1                   | 4                   |
| D66                               | 7                   | 3                   | 7                   | 4                   | 5                   | 8                   | 5                   | 3                   |
| PvdA                              | 6                   | 8                   | 6                   | 10                  | 6                   | 4                   | 2                   | 3                   |
| Zó! Zoetermeer                    | -                   | -                   | -                   | 1                   | 2                   | 3                   | 2                   | 3                   |
| Zoetermeer Vooruit                | -                   | -                   | -                   | -                   | -                   | -                   | 2                   | 3                   |
| CDA                               | 5                   | 5                   | 6                   | 4                   | 4                   | 4                   | 4                   | 2                   |
| SP                                | 8                   | 7                   | 7                   | 5                   | 3                   | 4                   | 2                   | 2                   |
| ChristenUnie-SGP*                 | 1                   | 2                   | 2                   | 2                   | 2                   | 2                   | 2                   | 2                   |
| PVV                               | -                   | -                   | -                   | -                   | -                   | -                   | 2                   | 2                   |
| Forum voor Democratie             | -                   | -                   | -                   | -                   | -                   | -                   | -                   | 1                   |
| Trots op Nederland                | -                   | -                   | -                   | -                   | 1                   | -                   | -                   | -                   |
| Nederland Mobiel                  | -                   | 1                   | -                   | -                   | -                   | -                   | -                   | -                   |
| Centrum Democraten                | 1                   | -                   | -                   | -                   | -                   | -                   | -                   | -                   |
| Totaal                            | 39                  | 39                  | 39                  | 39                  | 39                  | 39                  | 39                  | 39                  |

- De ChristenUnie werd in 1994 en 1998 vertegenwoordigd door haar voorgangers het GPV en de RPF.

### College van burgemeester en wethouders
Het college van burgemeester en wethouders voor de coalitieperiode 2022-2026 is als volgt samengesteld:
Burgemeester: Michel Bezuijen (VVD)

Wethouders:
- Jan Iedema (VVD)
- Ronald Weerwag (LHN)
- Wim Blansjaar (PDvZ)
- Marijke van der Meer (Zó! Zoetermeer)
- Veronique Frinking (CDA)
- Bouke Velzen (ChristenUnie-SGP)

## Kerngegevens Zoetermeer
- Oppervlakte in hectare: 3.705
- Inwoners: 128.434 (22 november 2024)
- Woningen: 56.697 (1 juli 2021)
- Bevolkingsdichtheid per km² land: 3.382 (1 juli 2021)
- Woningdichtheid per km² land: 1.530 (1 juli 2021)
- Gemiddelde woonbezetting: 2,21 (1 juli 2021)
- Bedrijven: 8.932 (1 januari 2018)
- Arbeidsplaatsen (vanaf 12 uur/week): 53.445 (1 januari 2017)
- Beroepsbevolking: 67.000 personen (1 januari 2018)
- Aantal geregistreerde werkzoekenden zonder baan: 6.923 (1 januari 2018)
- Aantal inwoners met een Participatiewet-uitkering (Bijstand): 2.901 (Q2 2018)
- Aantal scholen: 65 (per 1 januari 2006)
  - Hoger onderwijs: 1 (De Haagse Hogeschool, Faculteit voor IT & Design)
  - Volwasseneneducatie: 3
  - Beroepsonderwijs: 3
  - Speciaal onderwijs: 10
    - Voortgezet speciaal onderwijs: 4
    - Speciaal voortgezet onderwijs: 1
    - Speciaal basisonderwijs: 5

  - Voortgezet onderwijs: 5 (scholen met meerdere locaties zijn eenmaal geteld)
  - Basisscholen: 47 (scholen met meerdere locaties zijn eenmaal geteld)

## Onderwijs

### Hoger onderwijs
- De Faculteit voor IT & Design van De Haagse Hogeschool in het Dutch Innovation Park.

### Voortgezet onderwijs
- Het MOTION Beweeg College
- Erasmus College (daltononderwijs)
- Oranje Nassau College (ONC), met twee vestigingen:
  - ONC Clauslaan
  - ONC Parkdreef
- Alfrink College
- Picasso Lyceum
- Pleysier College Zoetermeer

### Volwassenenonderwijs
- mboRijnland
  - Regionaal Opleidingen Centrum (ROC)
  - Vestiging Van Doornenplantsoen

### Beroepsonderwijs
- mboRijnland
  - Regionaal Opleidingen Centrum (ROC)
  - Vestiging Van Doornenplantsoen
  - Vestiging Ayers Rock

### Speciaal onderwijs

#### Voortgezet speciaal onderwijs
- De Keerkring SO en VSO voor ZMLK (op./pc/rk)
- Scholengemeenschap Effatha (pc)
- J.C. Pleysierschool (Pleysier College) voor VSO-ZMOK (alg.bijz.)
- Prof Dr. Leo Kannerschool voor SO-ZMOK (alg.bijz.)

#### Speciaal basisonderwijs
- De Keerkring
- De Horizon (rk)
- De Musketier
- De Prinsenhof (pc)
- De Voorde (speciaal onderwijs voor slechthorenden)
- De Vuurtoren (op)
- Het Zwanenbos (op)

#### Speciaal voortgezet onderwijs
Het Atrium school voor praktijkonderwijs (op/pc/rk)

### Basisonderwijs
Zoetermeer telt anno 2025 in totaal 53 basisscholen, dagelijks maken hier ruim 12.500 leerlingen gebruik van. Er is een ruim aanbod in denominaties, zoals openbaar, protestants-christelijk, rooms-katholiek, katholiek, algemeen bijzonder en islamitisch onderwijs.
Wat betreft onderwijsconcepten is er keuze tussen regulier, montessori-, dalton-, ontwikkelingsgericht onderwijs en vrijeschoolonderwijs.
| - De Achtsprong (rkv) - Annie M.G. Schmidtschool (op) - Baanbreker (OBNoordhove) (op) - De Buut (rk) - Da Vinci (op) - Edelsteen (op) (Dalton) - De Elzenhoek (rk) - De Floriant (rk) - De Toverberg - Florence Nightingale (op) - Groene Hart (op) - De Hofvijver (pc) - De Jacobsvlinder (pc) | - Klimop (OBNoordhove) (op) - Koningin Beatrixschool (pc) (Jenaplan) - Koningin Wilhelminaschool (ref) - Meerburgh, loc. Vijverburgh (op) - Meerburgh, loc. Meerpaal (op) - Meester Verwersschool (op) (Montessori) - Noordeinde (pc) - Het Noorderlicht (ic) - De Oostwijzer (rk) - De Oranjerie (pc) - Het Palet (rk) - Passe Partout (alg. bijz.) (Montessori) | - De Paulusschool (rk) - Piramide (op) - Plankier (op) - Prins Bernhardschool (pc) - Prins Clausschool (pc) - Prinses Amaliaschool (pc) - Prins Florisschool (pc) - Prinses Margrietschool (pc) - De Regenboog (rk) - Saffier (op) - Wereldwijs (pc/ger) | - 't Schrijverke (rk) - Spectrum (op) - De Spelevaert (rk) - Springplank (OBSeghwaert) (op) (Dalton) - Tjalk (op) - De Touwladder (rk) - Triangel (OBSeghwaert) (op) - Vrije school (alg. bijz.) - Waterlelie (op) - Watersnip (op) - Zwanenbos (op) |

## Religie

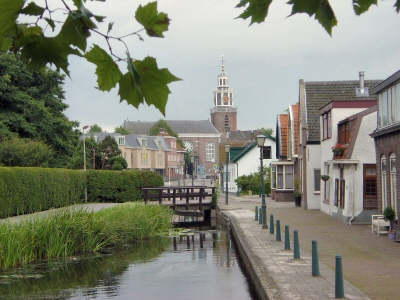
Het oude dorp Zoetermeer met Oude kerk

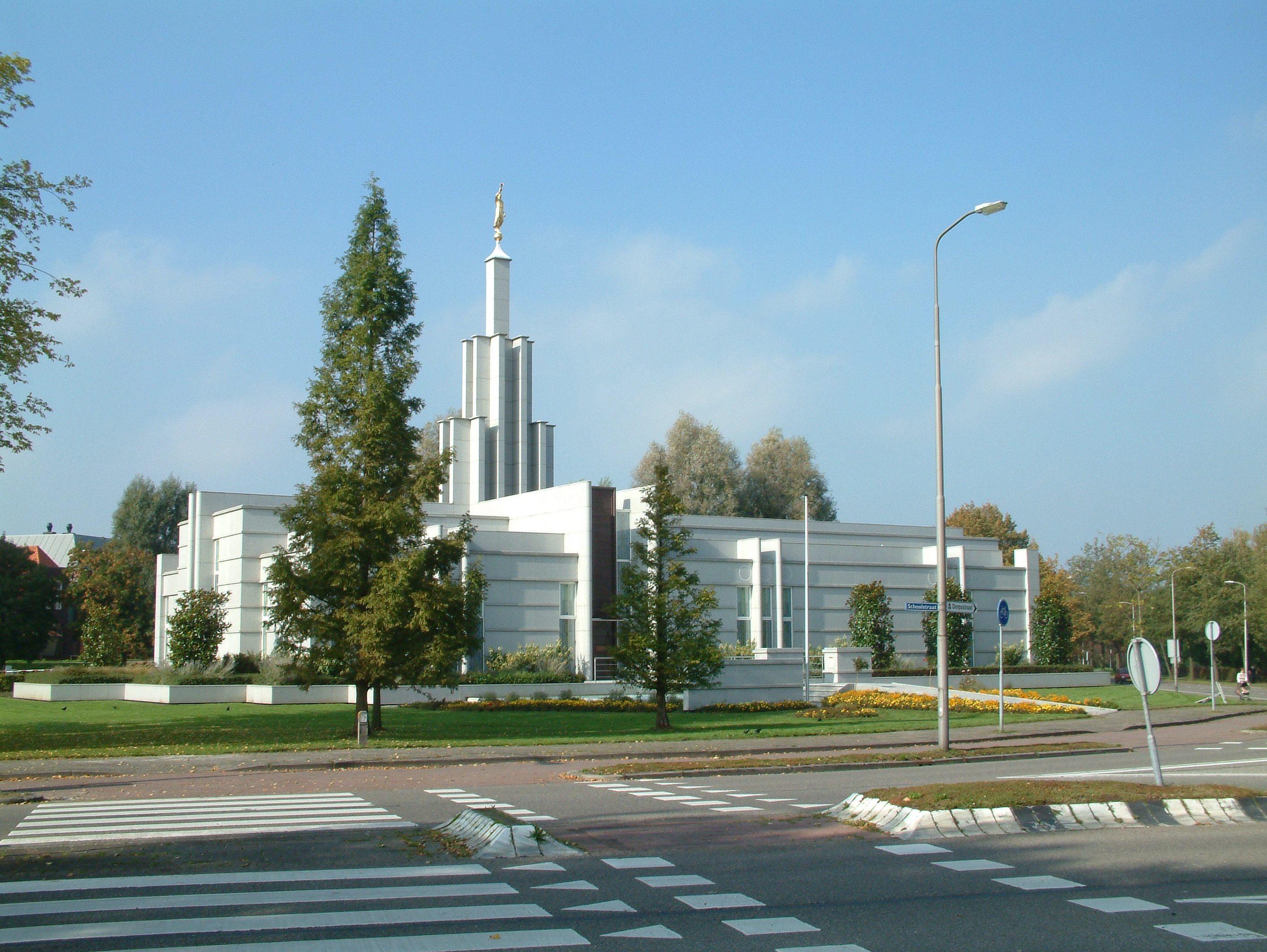
Mormonen-Tempel

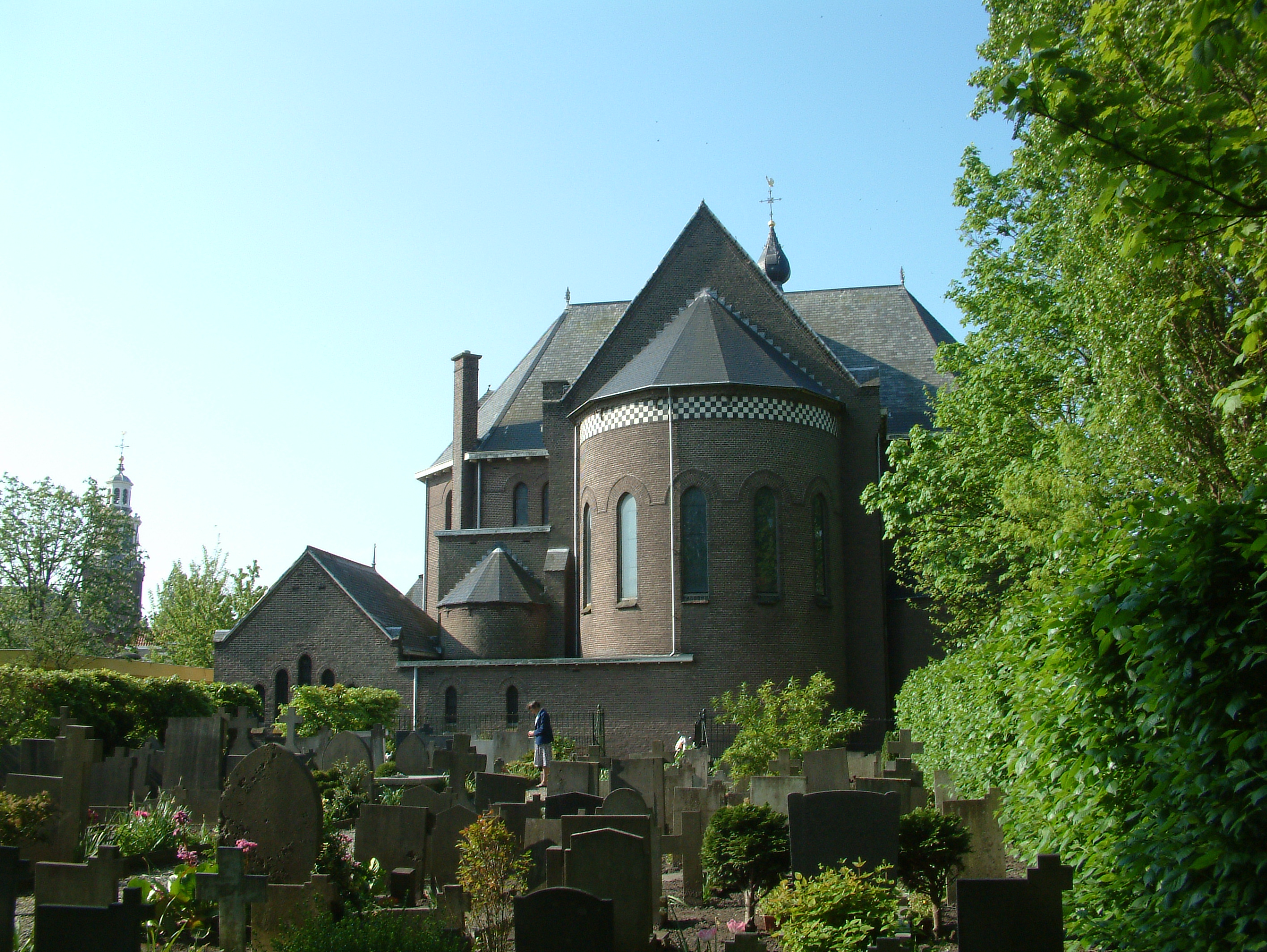
Nicolaaskerk

Zoetermeer kent vele geloofsgemeenschappen, waaronder:
| Geloofsgemeenschap                                                             | Gebouw in Zoetermeer   |
| ------------------------------------------------------------------------------ | ---------------------- |
| Het Apostolisch Genootschap                                                    | Stadhoudersring 782    |
| Baptistengemeente                                                              | De Wijngaard           |
| Cama gemeente Parousia                                                         | De Uitkijk             |
| Christengemeente Harvest regio Zoetermeer                                      | De Silo                |
| Doopsgezinde Gemeente                                                          | De Vermaning           |
| Evangeliegemeente Zoetermeer, Pinkstergemeente Emmanuël                        | Aula Effatha           |
| Evangeliegemeente Zoetermeer                                                   | Morgenstond            |
| Evangelische Ontmoetingsgemeente "Menorah"                                     | Wijkcentrum De Leyens  |
| Gereformeerde Gemeente                                                         | Vredekerk              |
| Gereformeerde Kerk                                                             | De Olijftak            |
| Gereformeerde Kerk vrijgemaakt                                                 | Het Kompas             |
| Gods Gemeente Ezechiël                                                         | Aula Stedelijk College |
| Islamitische gemeenschap (Marokkaans)                                          | Moskee Al Qibla        |
| Islamitische gemeenschap (Turks)                                               | Diyanet moskee         |
| Kerk van Jezus Christus van de Heiligen der Laatste Dagen                      | Den Haag-Tempel        |
| Kerk van Jezus Christus van de Heiligen der Laatste Dagen                      | Zegwaartseweg 47       |
| Pinkstergemeente Emmanuel                                                      | Emmanuel               |
| Pinkstergemeente Morgenstond                                                   | De Banier              |
| Protestantse Kerk in Nederland                                                 | De Oase                |
| Protestantse Kerk in Nederland                                                 | De Regenboog           |
| Protestantse Kerk in Nederland                                                 | Ichthuskerk            |
| Protestantse Kerk in Nederland                                                 | Morgensterkerk         |
| Protestantse Kerk in Nederland                                                 | Oude Kerk              |
| Protestantse Kerk in Nederland                                                 | Pelgrimskerk           |
| Rooms-Katholieke Kerk                                                          | De Doortocht           |
| Rooms-Katholieke Kerk                                                          | Genesareth             |
| Rooms-Katholieke Kerk                                                          | Wijngaard              |
| Rooms-Katholieke Kerk                                                          | Nicolaaskerk           |
| Rooms-Katholieke Kerk                                                          | Tabor                  |
| Samenwerkingsgemeente Christelijke Geref. Kerk / Nederlands Gereformeerde Kerk | De Lichtzijde          |
| Vrijzinnig Christelijke Geloofsgemeenschap                                     | Adventskerk            |

## Verkeer en vervoer

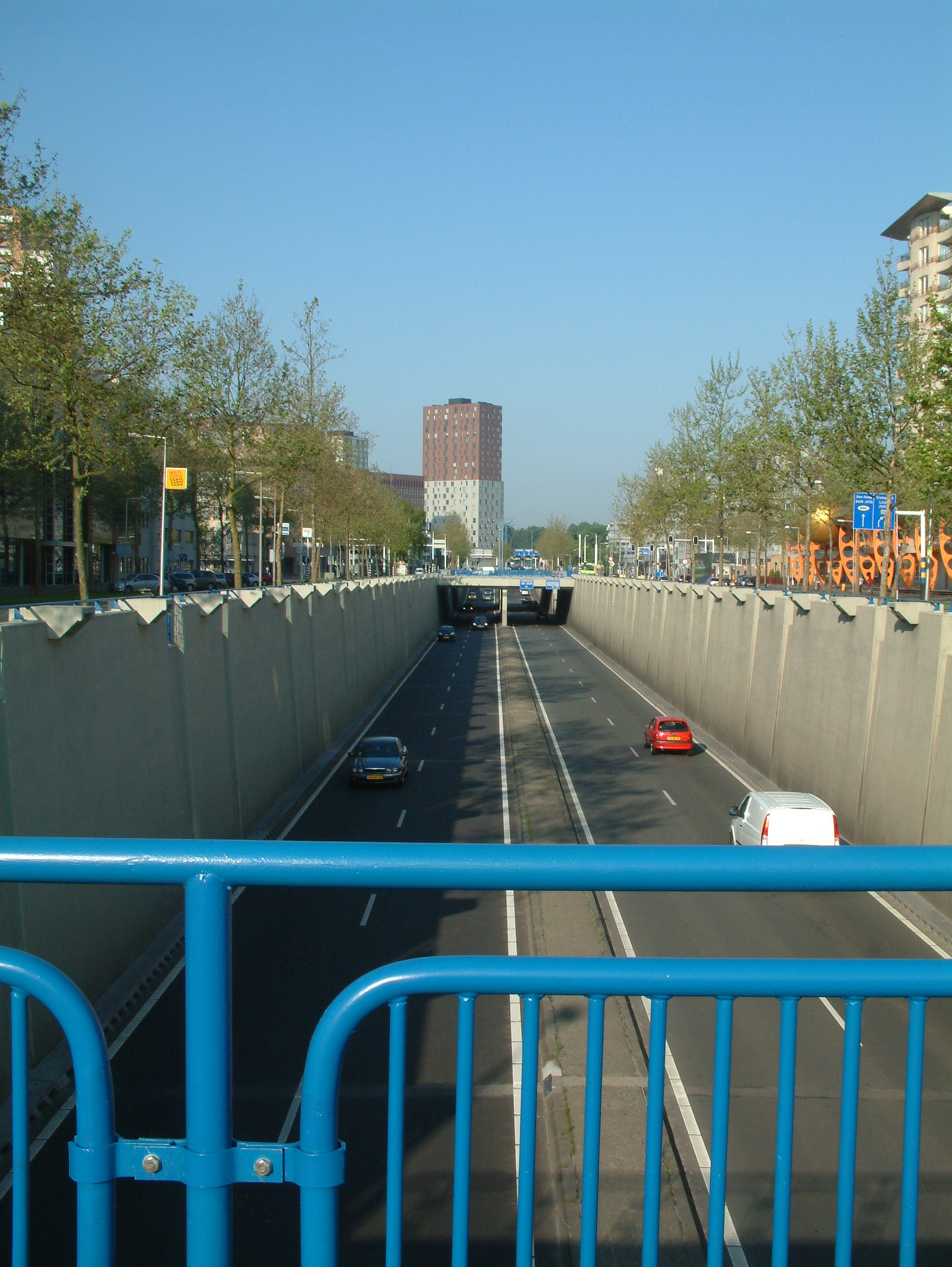
De tunnelbak gezien in westelijke richting

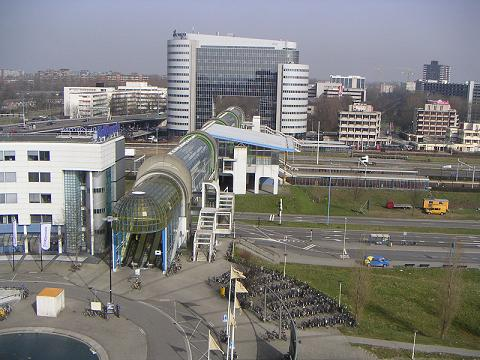
Station Zoetermeer en de Nelson Mandelabrug

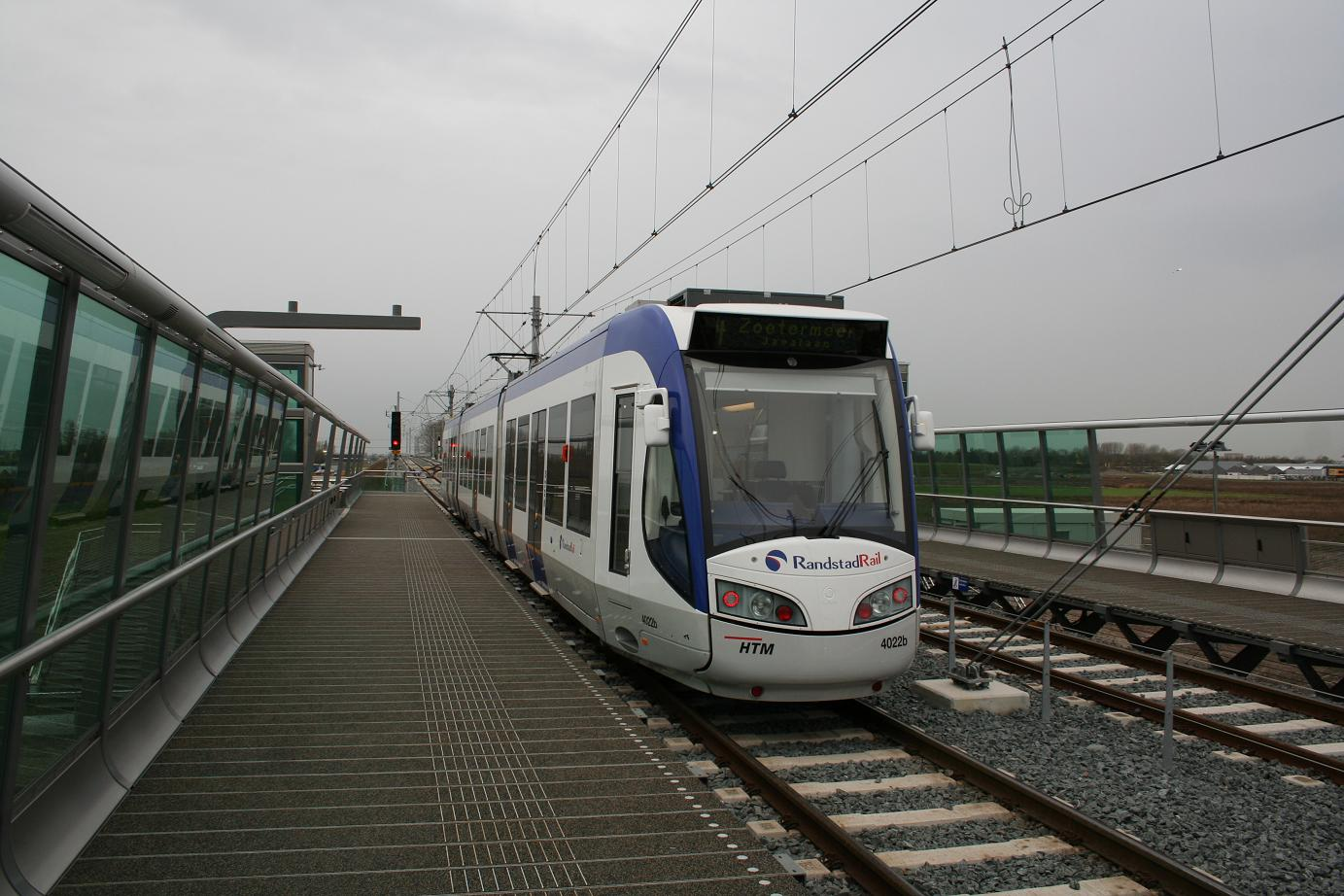
RandstadRail-tram op station Javalaan

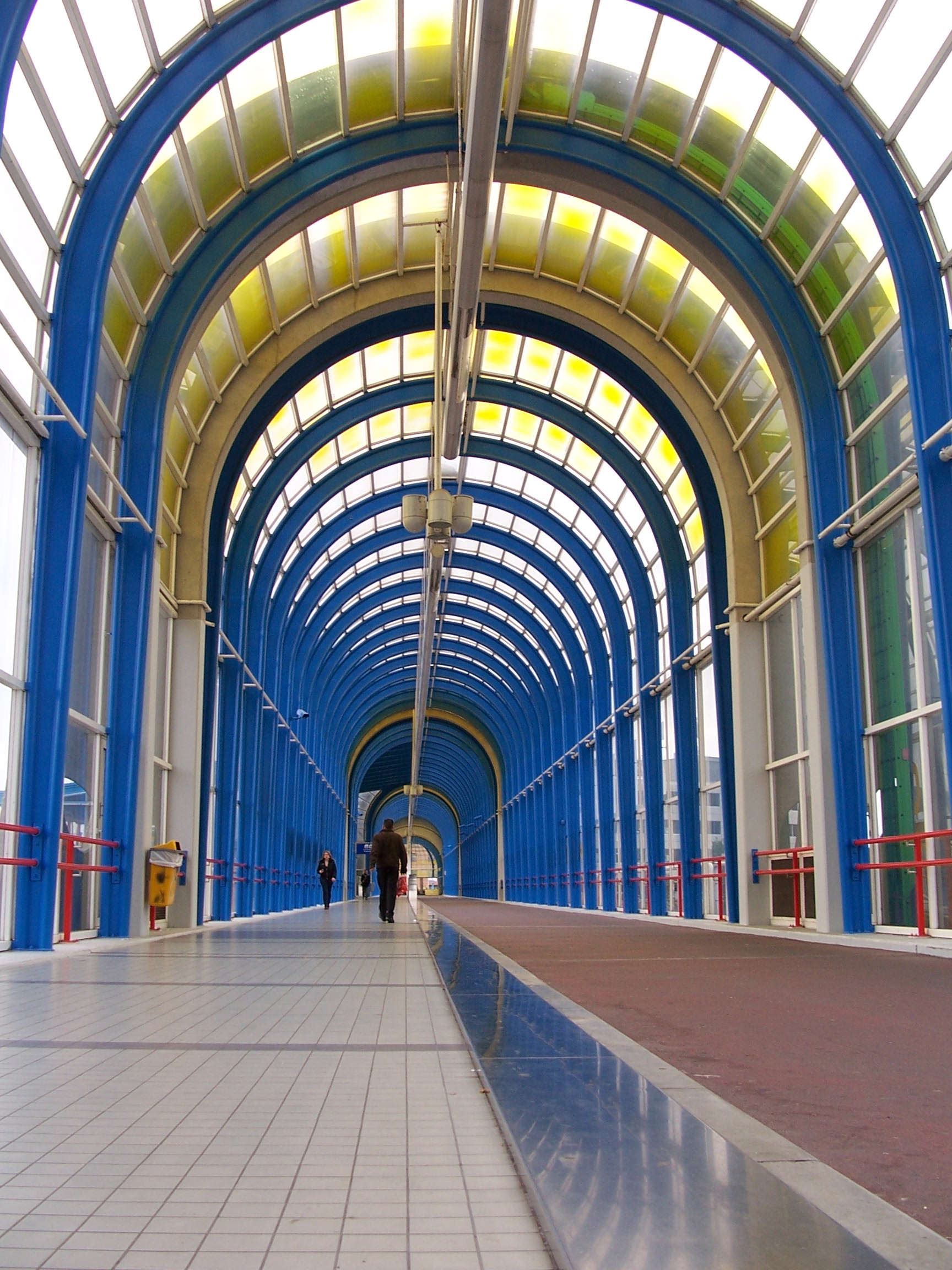
Station Zoetermeer, Nelson Mandelabrug

Zoetermeer ligt tussen Den Haag en Gouda aan de A12. De stad wordt ontsloten door een hoofdstructuur van een beperkt aantal wegen. Ook in de wijken is het aantal hoofdwegen die aansluiten op de hoofdstructuur beperkt. Hoewel dit principe de doorstroming bevordert blijkt het tijdens calamiteiten verlammend te kunnen werken. Veel aandacht is besteed aan de vele fietspaden die de verkeerswegen ongelijkvloers kruisen.
Zoetermeer wordt per spoor ontsloten door de spoorlijn Gouda-Den Haag Centraal met de stations Zoetermeer, Zoetermeer Oost en Lansingerland-Zoetermeer.
De Zoetermeer Stadslijn, waarvan het eerste gedeelte werd geopend in 1977, was een tweede spoorverbinding die de wijken onderling en met Den Haag verbond. In 2006 en 2007 werd die lijn verbouwd tot een van de eerste lijnen van RandstadRail, die een moderne OV-verbinding tussen Den Haag, Zoetermeer en Rotterdam vormt.
Station Lansingerland-Zoetermeer voorziet de wijk Oosterheem van een betere aansluiting op de spoorlijn Gouda - Den Haag. De naam van het station is een combinatie van Lansingerland en Zoetermeer, omdat het station op de grens van deze twee gemeenten ligt. Het station is onderdeel van het project Stedenbaan, een metro-achtige verbinding van stoptreinen in de Randstad. De verlengde Oosterheemlijn van RandstadRail eindigt boven station Lansingerland-Zoetermeer van de spoorlijn Gouda - Den Haag. Het station werd opengesteld op 9 december 2018 voor de treinen en op 19 mei 2019 voor het overige openbaar vervoer. Op die manier hebben het oosten van Zoetermeer en het dorp Bleiswijk verbeterde verbindingen met Rotterdam, Den Haag en Gouda.

## Bedrijven en instellingen
De IT-sector en diverse overheidsinstellingen zijn prominent aanwezig in Zoetermeer. Ook veel verzekeringen, vakbonden en belangenverenigingen hebben hun hoofdkantoor in Zoetermeer.

### Zoetermeer ICT-stad
In Zoetermeer zijn veel ICT-gerelateerde bedrijven gevestigd. Het beleid van de gemeente is er onder meer op gericht ICT en andere hoogwaardige kennisgerelateerde werkgelegenheid aan te trekken. Zoetermeer heeft een goede technische infrastructuur en was een van de eerste steden in Nederland met een glasvezelnetwerk. In Zoetermeer wonen ook veel mensen met een hoge opleiding en sinds een aantal jaar is hier de Haagse Hogeschool (HHS) - Faculteit voor IT & Design gehuisvest. Het gemeentebestuur investeert veel geld in computers en multimedia op de scholen.
In maart 2007 werd Zoetermeer de eerste Nederlandse gemeente met een stadhuis in de virtuele wereld Second Life. De gemeente trok hiervoor 25.000 euro uit. Via internet is ook het spel Virtual Zoetermeer te downloaden, wat lijkt op een soort SimCity.
Door het uitblijven van succes is er ook kritiek op kosten van deze initiatieven. De bestuurlijke informatieverstrekking aan burgers door de gemeente via internet, zoals bijvoorbeeld ten aanzien van bestemmingsplannen, blijft als gevolg van deze speelse experimenten achter ten opzichte van de meerderheid van de gemeenten in Nederland.

## Bezienswaardigheden
- De Oude Kerk Zoetermeer
- De korenmolen De Hoop
- De Den Haag-Tempel, niet te bezichtigen
- Watertoren "De Tien Gemeenten"
- Nelson Mandelabrug (Zoetermeer)
- Balijbrug

### Monumenten
In de gemeente is er een aantal rijks- en oorlogsmonumenten, zie:
- Lijst van rijksmonumenten in Zoetermeer
- Lijst van gemeentelijke monumenten in Zoetermeer
- Lijst van oorlogsmonumenten in Zoetermeer

### Kunst in de openbare ruimte

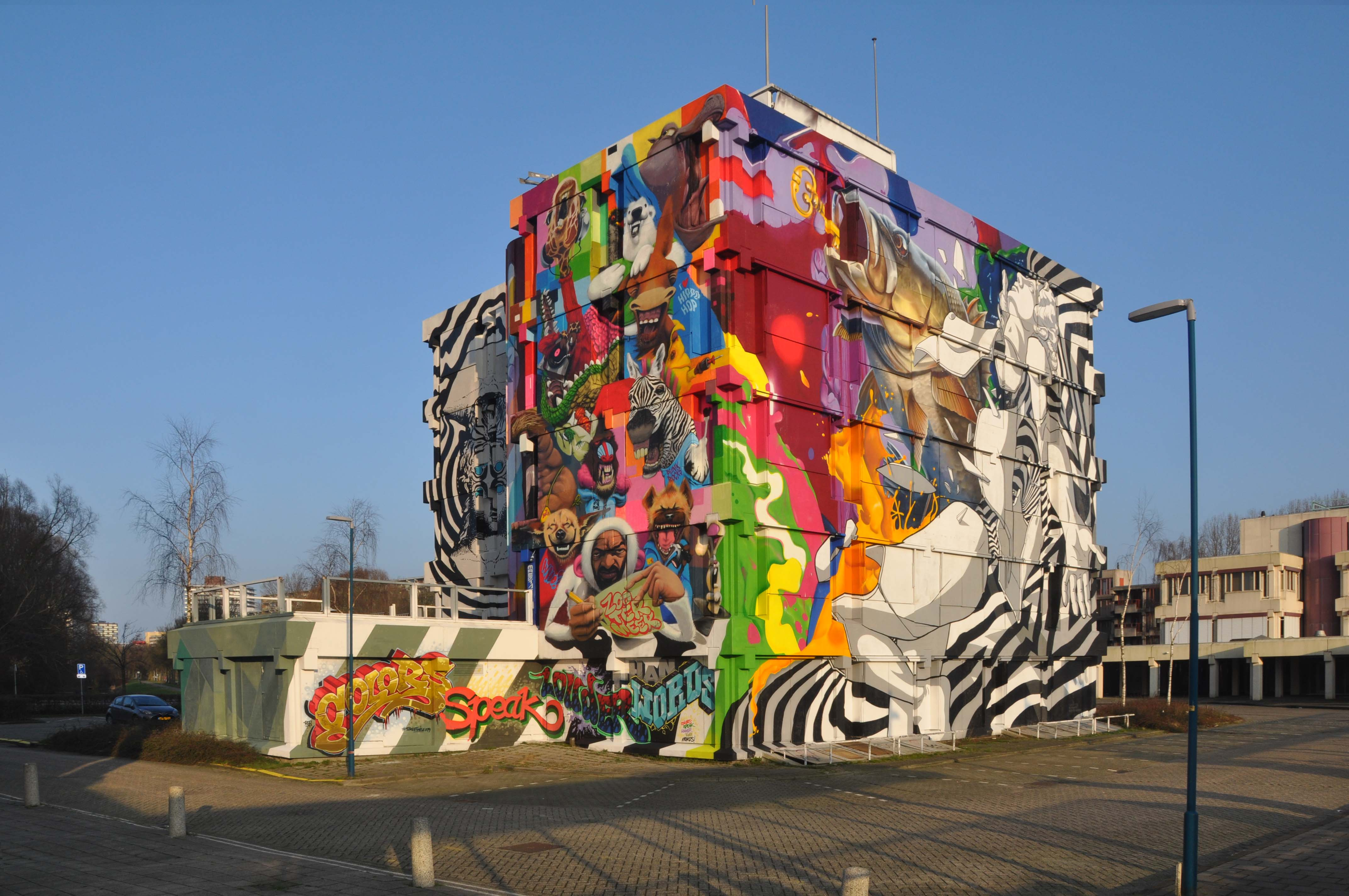
Het Hopman gebouw

In Zoetermeer zijn diverse beelden, sculpturen en objecten geplaatst in de openbare ruimte, zie:

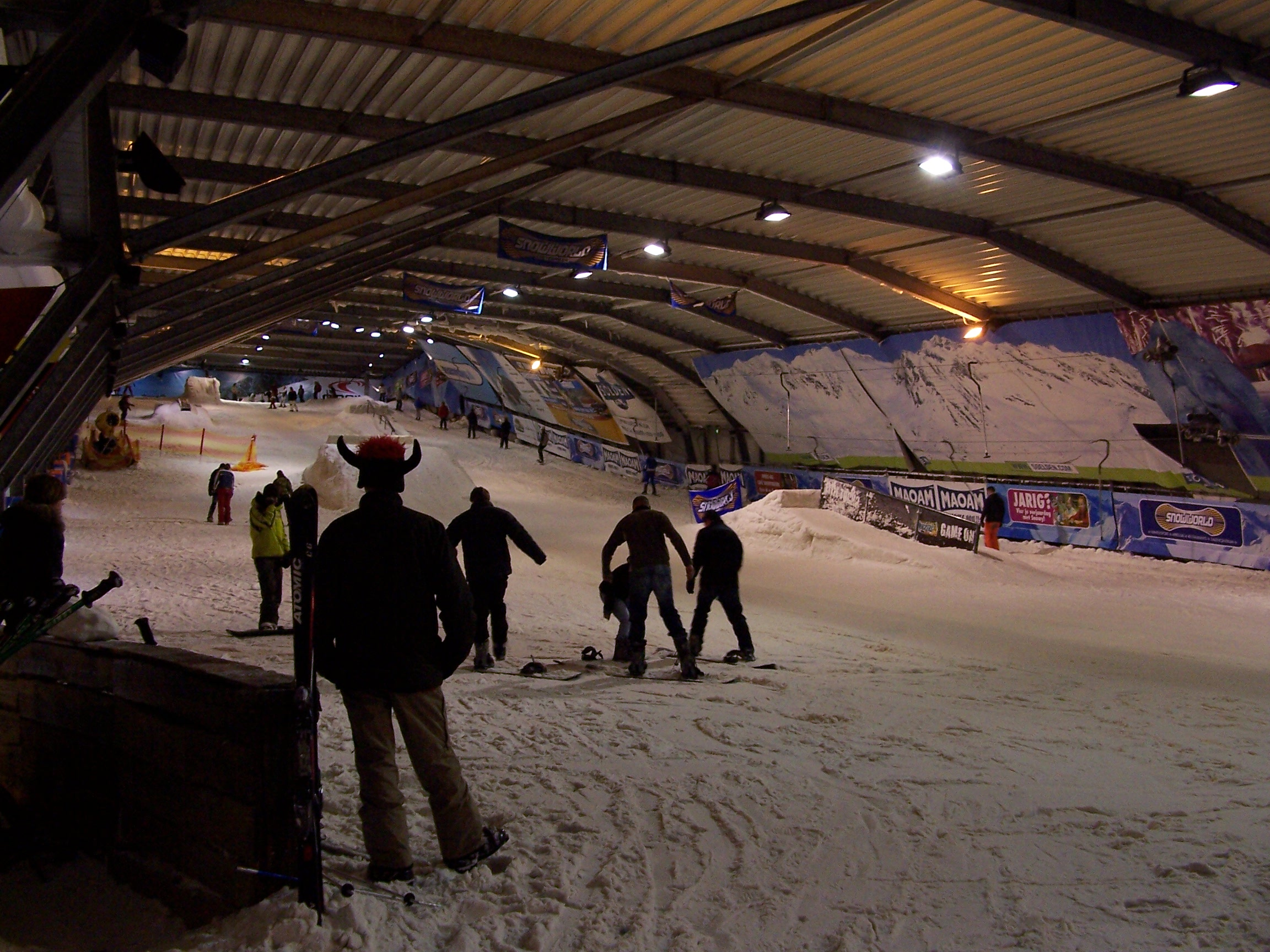
Indoorskibaan SnowWorld

- Lijst van beelden in Zoetermeer

### Vrijetijdsbesteding
- Attractiecentrum Zoetermeer (karten en lasergamen)
- Ayers Rock (klimhal en survivalcentrum)
- Burggolf (18-holesgolfbaan)
- Cultuurpodium Boerderij
- Dutch Water Dreams (olympische wildwaterbaan en indoor-Flowriders) (Gesloten)
- Het oude dorp
- SilverDome (schaatshal, olympisch trainingscentrum, beurs- en evenementenhal)
- SnowWorld (indoorskibaan met echte sneeuw)
- Nationaal Videogame Museum
- Spazio Shoppingspace
- Stadshart en Woonhart
- Zwembad De Driesprong
- Zwembad De Veur
- Zwembad De Watergeus

## Evenementen in Zoetermeer
Jaarlijks terugkerend:
- Beachvolleyspektakel
- Bevrijdingsfestival
- Bluesfestival
- Culinair Zoetermeer
- Culturele Uitmarkt
- Dag van de Architectuur
- Klaverbladloop
- Dutch Dragons Drakebootfestival
- Festival Couleur Locale
- Festival Historisch Zoetermeer
- Halve Marathon van Zoetermeer
- Lichtjesavond (in de Dorpsstraat)
- Monster Jam
- Moonlightshopping
- Rastaplas
- Rokkesteen
- Rush Hour
- Stadshart op Stelten
- Sweet (Lake) Caribbean
- Sweet Vibes

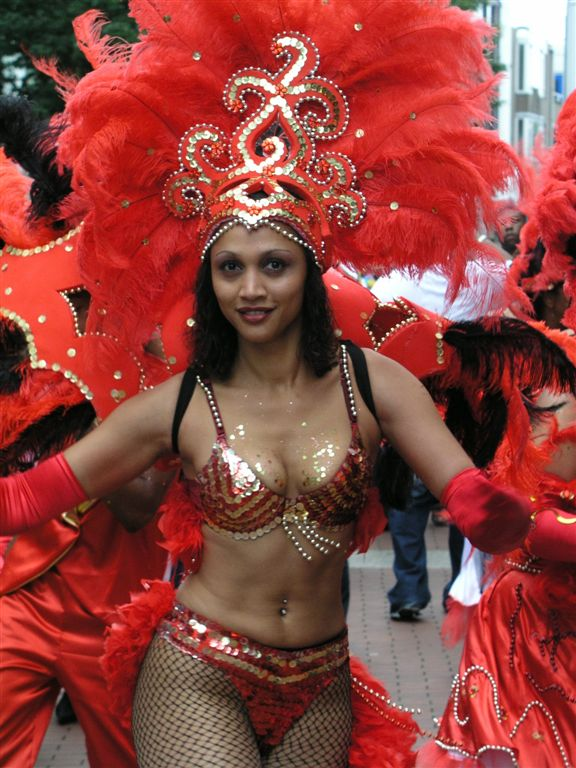
Sweet Lake Caribbean Festival

- Te land, ter zee en in de lucht - (Fiets 'm d'r in in 2006 en Heen en Weer in 2007)
- Wielerronde van Zoetermeer
- Wilhelminaparkconcert

Voor Zoetermeer1000 jaar:
- Millennium Zomerfestival
- Geuzenfestival
- Sweet Lake China
- Zoetermeer On Ice
- Zoetermeer De Boer Op
- Cadenza Winterstad
- Wijkestafette
- Midzomerfinale
- Geuzenloop
- Kids & Culture I & II
- Toppers in Concert
- Zoetermeer Muziekstad
- Zoetermeer Jazz
- Viotta Jeugdorkest
- Millennium Loterij
- Geuzendictee
- Boekenmarkt
- Foto-expositie: 'Kijk op nieuw'
- Zoetermeer op zijn Kop
- Golden Years
- Middeleeuwse Soeternie
- Tentoonstelling 'Vive les Geux'

## Natuur en recreatie

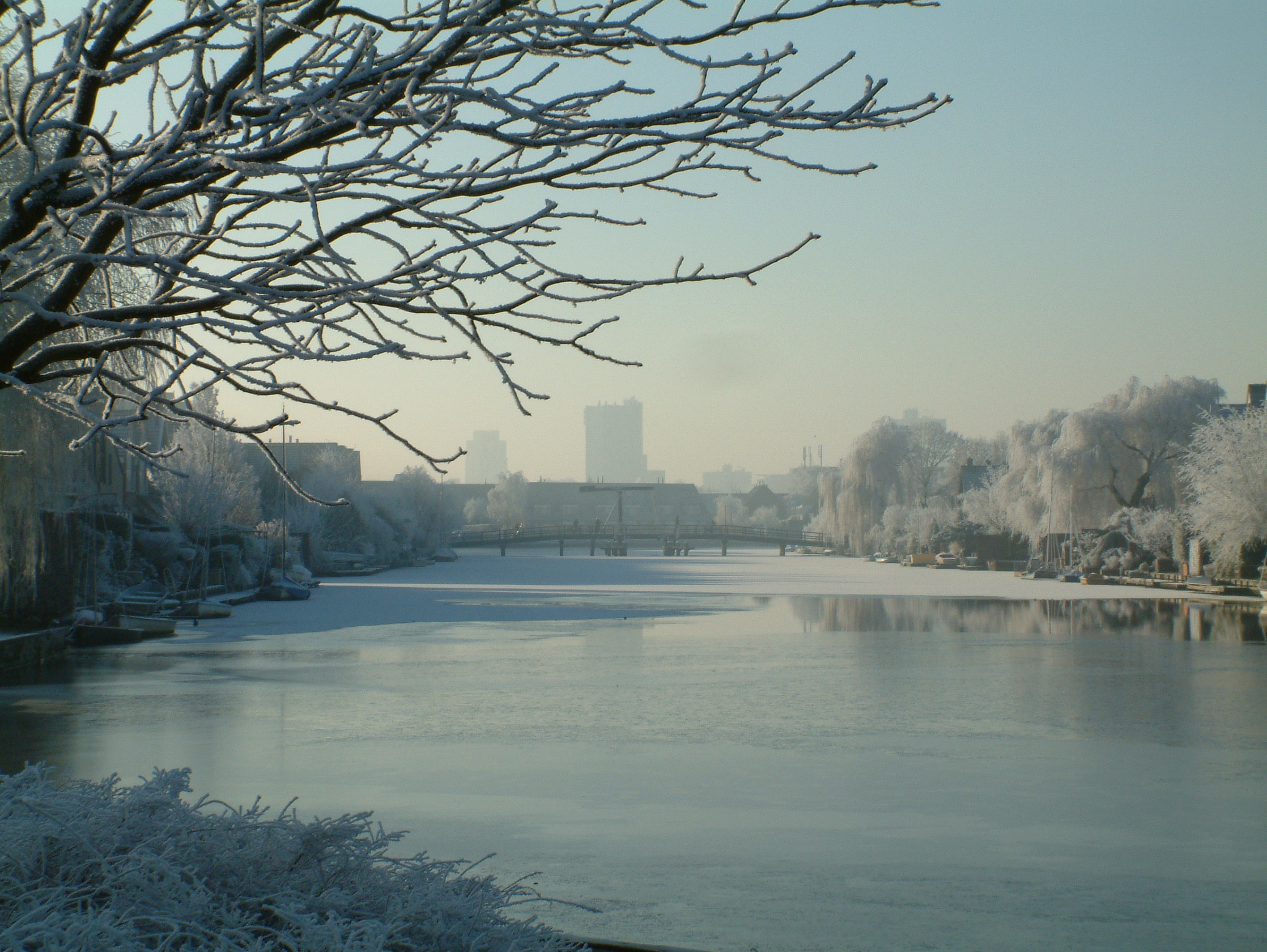
Broekwegwetering De Leijens

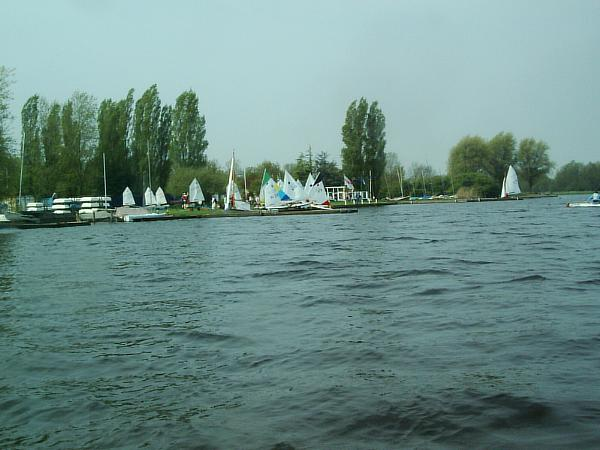
Zoetermeerse plas, Noord Aa

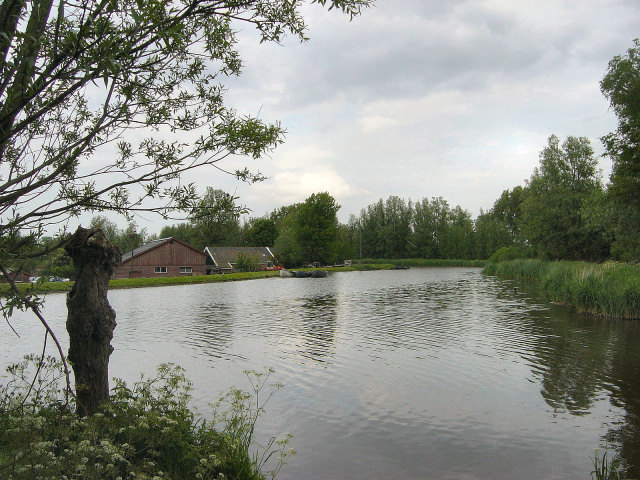
Noord Aa, ter hoogte van Boerderij 't Geertje

Zoetermeer is een groene gemeente en ligt midden in het Groene Hart. Hierdoor is Zoetermeer omringd door prachtige polderlandschappen en aan de oostzijde het Rottegebied. Door het relatief hoge percentage eengezinswoningen is er veel privégroen en daarnaast zijn de woonwijken ruim van opzet, met veel ruimte voor openbaar groen. In elke wijk zijn één of meer wijkparken te vinden. Tot slot zijn er de grote stadsparken, met veel natuur, sport- en recreatievoorzieningen.

### Westerpark
Het Westerpark ligt, zoals de naam al doet vermoeden, aan de westzijde van Zoetermeer. Het park is verdeeld in deelgebieden, elk met hun eigen karakter. Zo zijn er een bosgebied, een bloemenweide, een plassengebied, de natuurtuin en sportvelden.
Er is veel ruimte voor kleine recreatie. Door het park lopen drie fiets- en wandelroutes, er is een trimbaan en een ruiterpad. In het park is ook veel water te vinden, geschikt voor kleine recreatie als vissen, waterfietsen, roeien en kanoën.
In het Westerpark is ook een bowlingcentrum gevestigd, waar tevens bootjes en waterfietsen te huur zijn. Naast het bowlingcentrum ligt een grote speeltuin, die tegen betaling te bezoeken is. Aan het einde van de Heuvelweg is Burggolf gevestigd, een 18 holes golfbaan.
Aan de kant van de A12 zijn de sportvelden gelegen, met ruimte voor onder meer handboogschieten en voetbal.

### Noord Aa
De Noord Aa is het grootste en belangrijkste recreatiegebied van Zoetermeer. Het gebied ligt rondom de Zoetermeerse Plas, in de volksmond meestal Noord Aa-plas genoemd. Aan de noordzijde van de Zoetermeerse plas liggen het Noord Aa-strand en restaurant Aa-zicht. Een deel van het Aa-strand is bestemd voor naaktrecreatie. Aan het Lange Land zijn een surfschool, een drakenbootvereniging, waterscoutsvereniging en een zeil- en watersportvereniging gevestigd. Eenmaal per jaar vinden hier de Dutch Dragons-drakenbootraces plaats. Op het strand vindt elk jaar het Rastaplasfestival plaats. Rond een uitloper van de plas, de Broekwegwetering zijn woningen gebouwd. Bij de ophaalbrug wordt regelmatig gevist en 's zomers veel gezwommen. Het water van plas en wetering is buitengewoon schoon. Sinds 2000 is het gebied uitgebreid met de Noordhovense plas en de Benthuizer plas.

### Van Tuyllpark
Het van Tuyllpark is voornamelijk een sport- en evenementenpark. Hier zijn diverse voetbalvelden, tennisbanen, een atletiekbaan, hockeyvelden en honkbalvelden te vinden. Ook het subtropische binnen- en buitenzwembad Aquapark 't Keerpunt is hier gevestigd en scouting John McCormick in clubhuis de Chute. In oktober 2006 kwam Dutch Water Dreams (DWD) gereed met een Olympische wildwaterbaan en het waveboardcentrum. De schaats- en evenementenhal Silverdome is aan de westzijde van het park te vinden met het parkeerterrein dat wordt gebruikt bij grote evenementen en de halfjaarlijkse kermis.

### Buytenpark
De oude vuilstortplaats aan de westzijde van de stad is afgedekt met een laag grond en omgetoverd tot een recreatiegebied. Het is een heuvelachtig gebied en de vegetatie bestaat voornamelijk uit gras en weideland. In het gebied lopen Gallowayrunderen vrij rond. Door het heuvelachtige terrein is het gebied erg geschikt voor survivaltochten en mountainbiken. Hierin voorziet Ayers Rock, het klim- en survivalcentrum van Zoetermeer. De stad was in 2009 dan ook gastheer van de Europese kampioenschappen mountainbike. Een andere grote publiekstrekker is SnowWorld Zoetermeer, de overdekte skipiste met echte sneeuw. Hier komen jaarlijks zo'n 1,2 miljoen bezoekers. Naast de Leisure in het Buytenpark biedt het park ook ruimte aan de Begraafplaats Hoflaan en crematorium Meerbloemhof. Het Buytenpark huisvest jaarlijks het Buytenpark Theater, een tijdelijk openluchttheater waar musicalvoorstellingen worden gegeven voor Zoetermeerse talenten.

### Balijbos
Aan de rand van de wijk Rokkeveen ligt het Balijbos. Het Balijbos en het wijkpark in Rokkeveen zijn beiden overblijfselen van de Floriade die in 1992 in Zoetermeer is gehouden. Het Balijbos maakt nu deel uit van de Groen-Blauwe Slinger, dat de groengebieden in de regio met elkaar verbindt. Als het bos volledig af is, strekt het van Zoetermeer tot Pijnacker en Delft.

### Natuurpark
De Stichting Natuurpark Zoetermeer (S.N.Z.) is van plan een groot opvangcentrum voor papegaaien, reptielen en eventuele andere dieren te bouwen in Zoetermeer. De SNZ heeft zeven locaties op het oog voor de bouw. Als het aan de stichting zelf ligt, valt de keuze op het Westerpark. De locatie die aanvankelijk haar voorkeur had, achter Intratuin aan de Voorweg, is komen te vervallen. Behalve het Westerpark zijn ook onder meer het Balijbos, een terrein langs de hogesnelheidslijn (H.S.L.), het Bentwoud en de Meerpolder in beeld. Het opvangcentrum wordt geen dierentuin, maar is wel te bezoeken als educatief centrum.
Reptielen Zoo Serpo, die eerder bekendmaakte zich ook in het natuurpark te willen vestigen, is inmiddels afgehaakt.

### Nieuwe Driemanspolder
Ingesloten tussen de gemeenten Zoetermeer, Voorburg en Den Haag ligt de Nieuwe Driemanspolder. De Nieuwe Driemanspolder is een diepe polder met een oppervlakte van ongeveer 300 hectare. Het is een voormalige veenpolder, die tot de kleilaag is ontveend. Het kwelwater is (nog) zoet en voedselrijk en met de waterberging worden kwelstromen onderdrukt. In het kader van de Groenblauwe slinger, die verstedelijking in dit gebied een halt toe roept, krijgt de Nieuwe Driemanspolder naar verwachting vanaf 2010 vier nieuwe functies: recreatiegebied, natuurgebied, seizoenswaterberging en gecontroleerde hoogwaterberging.
Voor de waterberging in de polder voorzien de betrokken waterschappen een gebied, dat vergelijkbaar is met de Oostvaardersplassen. Het gebied moet geschikt zijn voor permanente zoetwaterberging (90-150 hectare). Daarnaast moet de capaciteit van de berging naar schatting eens in de vijf tot vijfentwintig jaar gedurende maximaal tien dagen vergroot kunnen worden tot 225 hectare voor gecontroleerde hoogwaterberging. Bij een te hoge waterstand kan de boezem op deze manier tijdelijk ontlast worden. De seizoenswaterberging voorziet in een permanente watervoorraad voor droge perioden.
Met uitvoering van deze plannen is eind 2013 gestart. Op 1 juli 2020 is de Nieuwe Driemanspolder officieel geopend.

### Bentwoud
Het Bentwoud is een nieuw aangelegd bos- en recreatiegebied tussen Zoetermeer, Benthuizen en Waddinxveen. Het bos vormt een groene buffer tussen de bestaande steden, de nieuw te bouwen stad in de Zuidplaspolder met 100.000 inwoners en het Groene Hart.

## Trivia
Het Suske en Wiske-verhaal De razende rentmeester is een educatieve strip die is geschreven in opdracht van de gemeente Zoetermeer. In het verhaal komen veel bekende plaatsen uit heden en verleden van Zoetermeer voor, zoals het Huis te Palenstein waar, volgens de strip, de rentmeester woonde.

## Partnersteden
Zoetermeer heeft/had de volgende partnersteden:
- Hamm (Duitsland), sinds 1975 citylink
- Jinotega (Nicaragua), 1982-2019
- Nitra (Slowakije), 1994-2019
- Xiamen (China), citylink

## Aangrenzende gemeenten
| Aangrenzende gemeenten | Aangrenzende gemeenten | Aangrenzende gemeenten | Aangrenzende gemeenten | Aangrenzende gemeenten |
| ---------------------- | ---------------------- | ---------------------- | ---------------------- | ---------------------- |
| Leidschendam-Voorburg  |                        | Zoeterwoude            |                        | Alphen aan den Rijn    |
|                        |                        |                        |                        |                        |
| Den Haag               |                        |                        |                        |                        |
|                        |                        |                        |                        |                        |
| Pijnacker-Nootdorp     |                        | Lansingerland          |                        |                        |

## Voetnoten
1. ↑  Quak, Arend  (2009). Gerald van Berkel & Kees Samplonius. Nederlandse plaatsnamen: herkomst en historie. 3E druk. - Het Spectrum, Utrecht 2006. Geb. 532 blz.. Amsterdamer Beiträge zur älteren Germanistik  65 (1): 298. ISSN:0165-7305. DOI:10.1163/9789042032118_025. ISBN 90-274-2097-1.
2. ↑  Zoetermeer, ontwikkeling van een nieuwe stad. Barth. C. Van Gent Voorjaar 1995 Pag. 1|17
3. ↑  Dit zijn de 5 overeenkomsten tussen Salt Lake City en Sweet Lake City. indebuurt.
4. ↑  Helsloot, Marijke, Lachen! Dit zijn de meest genoemde bijnamen van Zoetermeer. indebuurt Zoetermeer (28 april 2019). Geraadpleegd op 5 mei 2023.
5. ↑  Uitbreiding van de Haagse agglomeratie Nr. 1 (pdf). resourcessgd.kb.nl. Gearchiveerd op 8 augustus 2014. Geraadpleegd op 11 juli 2014.
6. ↑  Uitbreiding van de Haagse agglomeratie Nr. 2 (pdf). resourcessgd.kb.nl. Gearchiveerd op 8 augustus 2014. Geraadpleegd op 11 juli 2014.
7. ↑  TNO rapport 2006
8. ↑  OCAP folder (pdf). pipeline-control.com. Gearchiveerd op 15 juli 2011. Geraadpleegd op 10 juli 2010.
9. ↑  Zoetermeer, Gemeente, Entree: groene stadswijk met 7.000 nieuwe woningen. Gemeente Zoetermeer (19 februari 2025). Geraadpleegd op 21 maart 2025.
10. ↑  Ruzie Bleizo-West bijgelegd: toch woningen en bedrijventerreinen. Stadszaken.nl. Geraadpleegd op 21 maart 2025.
11. ↑  Grote brand in leegstaande Club Magnum in Zoetermeer. www.omroepwest.nl (21 december 2021). Geraadpleegd op 21 maart 2025.
12. ↑  Sweet Lake Wellness Zoetermeer. Pellikaan. Geraadpleegd op 21 maart 2025.
13. ↑  Nieuwe huurder voor voormalig Dutch Water Dreams in Zoetermeer. www.omroepwest.nl (2 juli 2022). Geraadpleegd op 21 maart 2025.
14. ↑  De nieuwe indeling is hier te zien op de kaart van Zoetermeer.
15. ↑  Zoetermeer, Bedrijventerrein Oosterhage. www.zoetermeer.nl. Gearchiveerd op 31 juli 2021. Geraadpleegd op 31 juli 2021.
16. ↑  Gemeente Zoetermeer, Woningbouw Dwarstocht (Happy Days). www.zoetermeer.nl. Gearchiveerd op 31 juli 2021. Geraadpleegd op 31 juli 2021.
17. ↑  Burgemeester en wethouders
18. 1 2  Alle basisscholen in zoetermeer | Schoolregister. schoolregister.nl. Geraadpleegd op 6 mei 2025.
19. ↑  website station Lansingerland-Zoetermeer
20. ↑  "Streaker verstoort opening stadhuis op Second Life", door Peter Koop in De Dordtenaar, pp. 4; 29 maart 2007.
21. ↑  De hele wereld kan straks terecht in virtueel Zoetermeer, Trouw, Seije Slager, 17 februari 2007. Geraadpleegd 22 maart 2020.
22. ↑  ‘Second Life dubieus’, De Volkskrant, Map Oberndorff, 30 maart 2007, 2:47. Geraadpleegd 22 maart 2020.
23. ↑  Nieuwe Driemanspolder Wandeltocht, Zoetermeerbruist.nl. Gearchiveerd op 12 augustus 2020. Geraadpleegd op 20 augustus 2020.